# Ukraine Facility
Ukraine Facility (скорочено UF) — програма фінансової підтримки України від Європейського Союзу на 50 мільярдів євро у 2024-2027 роках, які будуть спрямовані на фінансування державного бюджету України, стимулювання інвестицій, а також технічну підтримку в реалізації програми.
Ключове завдання механізму UF — забезпечити послідовну і передбачувану фінансову підтримку України з боку ЄС.
Основою для надання фінансування у рамках програми Ukraine Facility є План України.

## Історія
У 2023 році Європейська Комісія запропонувала створити новий інструмент фінансової підтримки України від Європейського Союзу під назвою «Ukraine Facility». Зокрема для надання передбачуваної фінансової підтримки Україні до 2027 року, а також для забезпечення передбачуваності, прозорості та підзвітності коштів, які надаються Україні.
1 лютого 2024 року, Європейська рада підтримала перегляд бюджету Європейського Союзу, схваливши 50 млрд євро на макрофінансову підтримку України.
26 лютого 2024 року Європейський Парламент підтримав рішення щодо Ukraine Facility, а вже 28 лютого 2024 року Рада Європейського Союзу схвалила започаткування Інструменту Ukraine Facility загальним обсягом 50 млрд євро на 2024—2027 роки.
6 червня 2024 року Верховна Рада ратифікувала Рамкову угоду щодо фінансування з боку Європейського Союзу в рамках реалізації Ukraine Facility.

## Напрямки допомоги
Ukraine Facility організовано навколо трьох стовпів (складових):
Стовп I — Пряма фінансова підтримка України. План підтримки України з боку ЄС через гранти та позики. Підтримка реформ, необхідних для вступу до ЄС, а також підтримка термінових фінансових потреб.
Стовп ІІ — Спеціальна інвестиційна база для України
Стовп III — Технічна допомога уряду (acquis ЄС, структурні реформи). Розбудова спроможності органів влади на національному, регіональному та місцевому рівнях. Підтримка громадянського суспільства.

### Пряма підтримка державного бюджету
Загальний обсяг підтримки визначено на рівні 38,27 млрд євро, які заплановано спрямувати з використанням таких принципів, обсягів та напрямків:
- допомога буде надаватися у формі: пільгових кредитів (33 млрд євро); грантів (5,27 млрд євро);
- підтримка у вигляді грантів та кредитів заплановано надавати щоквартально за виконання індикаторів Плану для Ukraine Facility;
- з першої складової програми (1,05 млрд євро) 20 % грантових коштів мають бути направлені на потреби регіонів України;
- фінансування заборонено використовувати для покриття військових витрат.

### Інвестиційний фонд
Загальний обсяг підтримки визначено на рівні 6,97 млрд євро, які заплановано спрямувати з використанням таких принципів:
- спеціальний інвестиційний інструмент з метою стимулювання залучення інвестицій у пріоритетних секторах;
- отримання фінансування передбачено через Європейський банк реконструкції та розвитку, Європейський інвестиційний банк та інші міжнародні інституції;
- підтримка доступна для українських компаній.

### Технічна та адміністративна підтримка
Загальний обсяг підтримки визначено на рівні 4,76 млрд євро, які заплановано спрямувати з використанням таких принципів, обсягів та напрямків:
- технічна допомога державному апарату — синхронізація законодавства з ЄС, структурні реформи;
- розбудова спроможності органів влади на національному, регіональному та місцевому рівнях;
- покриття відсотків за пільговими кредитами в рамках програми.[3]

Для виконання програми Уряд України у співпраці з європейськими партнерами підготував План України (Ukraine Plan), —  дорожня карта реформ та інших заходів, що допоможуть країні реалізувати можливості, надані UF, підвищити стійкість національної економіки та стимулювати розвиток бізнесу.
Підготовку Плану для Ukraine Facility здійснював Кабінет Міністрів України, Міністерство економіки України у співпраці з іншими міністерствами та профільними органами державної влади, консультуючись з представниками Європейської комісії, за аналітичної та організаційної підтримки Київської школи економіки. Під час розробки Українського плану було частково або повністю враховано 133 пропозиції від представників українського бізнесу та 84 від громадських організацій.
14 травня 2024 року Рада ЄС затвердила План України, що дозволило розпочати фінансування за UF.

### Структура Плану України
План України поділено на 3 секції, які поділені на розділи:
Секція 1 — містить інформацію про бачення, стратегії та вплив реалізації Плану.
Секція 2 — складається з 15 розділів, які містять інформацію щодо прогнозованих реформ у різних сферах та секторах, а також щодо напрямів та обсягів інвестицій.
Секція 3 — складається з двох розділів та містить інформацію щодо контролю, зокрема зі сторони Європейського Союзу за станом виконання Плану.
План України ґрунтується на стратегії, що об'єднує чотири категорії секторів та досліджує синергію між ними, а саме:
- стимулювання найвищих темпів зростання тих секторів економіки, які найбільше сприяють економічному зростанню;
- включення найбільш актуальних наскрізних сфер у весь План, що представляють суспільні цінності та фактори стимулювання економічного розвитку та зростання продуктивності;
- зміцнення основоположних секторів, які є важливими елементами, що підтримують ширший економічний і суспільний розвиток;
- забезпечення основних цінностей та належного врядування, що сприятиме реалізації Плану та захисту фінансових інтересів Європейського Союзу.
- Фінансування передбачене в рамках виконання Плану буде використано, зокрема, для реалізації таких пріоритетів Уряду:
- завершення виконання семи рекомендацій Європейської Комісії, необхідних для відкриття переговорів про вступ до ЄС[9]
- поступова інтеграція України до Єдиного ринку ЄС через ПВЗВТ та участь у секторальних програмах Союзу, включаючи доступ до їх фондів;
- подальше покращення зв'язку та взаємодії України з сусідами, які входять до ЄС та іншими членами ЄС у транспортній, енергетичній та цифровій сферах через Фонд «Connecting Europe Facility», Транспортне співтовариство та Енергетичне співтовариство;
- підтримка лібералізації торгівлі через роботу над нетарифними бар'єрами в торгівлі;
- посилення інституційної спроможності України для ефективного діалогу в рамках політики розширення;
- у контексті переговорів про вступ, участь у скринінгу української політики на відповідність праву ЄС для розуміння обсягу завдань щодо підготовки до членства в ЄС та подальшого планування своєчасного впровадження ‘acquis communautaire’.[3]

## Реформи та Індикатори Плану України у рамках програми Ukraine Facility
План містить 69 реформ, яким відповідають понад 150 квартальних індикаторів. Крім того, у Плані визначено 16 інвестиційних індикаторів.
Реформи у Плані класифіковано на базові реформи, економічні реформи та ключові сектори.

### Реформа державного управління
| Реформи та інвестиції                                                       | Найменування кроку (кількісні та якісні кроки з впровадження реформ/інвестицій)                                            | Установа, відповідальна за впровадження                                                         | Результат | Строк               | Стан виконання |
| --------------------------------------------------------------------------- | --- | ----------------------------------------------------------------------------------------------- | --- | ------------------- | -------------- |
| Реформа 1. Реформа оплати праці державних службовців                        | Набрання чинності законодавчими змінами щодо реформи оплати праці в державній службі                                       | Національне агентство з питань державної служби за участі Міністерства фінансів                 | Набрання чинності законодавства (включаючи підзаконні нормативноправові акти), що відповідає принципам державного управління, викладеним у програмі Організації економічного співробітництва та розвитку (ОЕСР, SIGMA). Зазначене законодавство повинно забезпечити: - впровадження оплати праці на основі класифікації посад за функціональним спрямуванням; - чітке розділення заробітної плати на фіксовану, або гарантовану, частину (не менше 70 %) і варіативну частину (не більше 30 %); - зниження надбавки за вислугу років з 50 % до 30 %. | 1 квартал 2025 року |                |
| Реформа 2. Процедура відбору на державну службу                             | Набрання чинності змінами до законодавства щодо удосконалення порядку вступу, проходження та звільнення з державної служби | Національне агентство з питань державної служби                                                 | Набрання чинності законодавства (включаючи підзаконні нормативноправові акти), яким передбачено удосконалення порядку вступу, проходження та припинення державної служби. Зазначене законодавство має відповідати принципам державного управління ОЕСР (SIGMA), що стосуються процедур добору на основі професійних компетентностей. | 3 квартал 2025 року |                |
| Реформа 2. Процедура відбору на державну службу                             | Відновлення набору на державну службу з урахуванням професійних компетентностей                                            | Національне агентство з питань державної служби                                                 | Відновлення відбору на зайняття вакантних посад з урахуванням професійних компетентностей для всіх державних службовців здійснюватиметься поступово в три етапи: 1. на посади державної служби категорії «А»; 2. на посади державної служби категорії «Б» (на підконтрольній Україні території, де не ведуться бойові дії); 3. на посади державної служби категорії «В» (на підконтрольній Україні території, де не ведуться бойові дії). | 3 квартал 2026 року |                |
| Реформа 3. Цифровізація управління державною службою та людськими ресурсами | Повноцінний запуск та використання інформаційної системи управління людськими ресурсами (HRMIS)                            | Міністерство цифрової трансформації за участі Національного агентства з питань державної служби | Інформаційна система управління людськими ресурсами (HRMIS) працює та використовується в усіх міністерствах та в усіх діючих інших центральних органах виконавчої влади та їх територіальних органах. | 1 квартал 2026 року |                |
| Реформа 3. Цифровізація управління державною службою та людськими ресурсами | Відновлення роботи та модернізація Єдиного порталу вакансій державної служби (career.gov.ua)                               | Національне агентство з питань державної служби                                                 | Роботу Єдиного порталу вакансій державної служби (career.gov.ua) відновлено. Портал працює в повному обсязі і може генерувати статистику всіх вакансій та призначень. | 1 квартал 2026 року |                |

### Управління державними фінансами
| Реформи та інвестиції                                          | Найменування кроку (кількісні та якісні кроки з впровадження реформ/інвестицій)                                                                  | Установа, відповідальна за впровадження                                                                                         | Результат | Строк               | Стан виконання |
| -------------------------------------------------------------- | --- | --- | --- | ------------------- | -------------- |
| Реформа 1. Удосконалення управління доходами                   | Схвалення Національної стратегії доходів на 2024—2030 роки                                                                                       | Міністерство фінансів | Схвалена Національна стратегія доходів на 2024—2030 роки. Стратегія включає такі заходи, як: - пропозиції щодо внесення змін до податкового законодавства України у відповідності до вимог законодавства Європейського Союзу (в частині оподаткування податком на додану вартість та акцизами, заходів протидії ухиленню від сплати податків тощо); - пропозиції щодо внесення змін до податкового законодавства України щодо вдосконалення оподаткування доходів фізичних осіб; - пропозиція ІТ-стратегії Державної податкової служби; - заходи щодо подолання тіньової економіки; - заходи щодо реформування оподаткування майна; - заходи щодо вирішення податкових втрат і звільнень. | 1 квартал 2024 року | Виконано       |
| Реформа 1. Удосконалення управління доходами                   | Схвалення стратегічного плану цифровізації Державної податкової служби                                                                           | Міністерство фінансів Державна податкова служба                                                                                 | Стратегічний план цифрового розвитку, цифрової трансформації та цифровізації Державної податкової служби прийнято відповідно до рекомендацій Національної стратегії доходів на 2024—2030 роки. | 4 квартал 2024 року |                |
| Реформа 1. Удосконалення управління доходами                   | Схвалення плану цифровізації Державної митної служби                                                                                             | Міністерство фінансів Державна митна служба                                                                                     | Довгостроковий національний стратегічний план цифрового розвитку, цифрової трансформації та цифровізації Державної митної служби схвалено. | 2 квартал 2024 року | Виконано       |
| Реформа 2. Удосконалення управління державними фінансами       | Схвалення Бюджетної декларації на 2025—2027 роки                                                                                                 | Міністерство фінансів | Бюджетна декларація на 2025—2027 роки схвалена, набула статусу офіційного документа та подана на розгляд Верховної Ради. Декларація передбачатиме: - основні макроекономічні прогнози економічного і соціального розвитку країни; - основні бюджетні показники (доходи, видатки, дефіцит бюджету, державний борг); - — пріоритети державної політики за сферами та граничні обсяги видатків для кожного головного розпорядника коштів; - взаємовідносини між державним бюджетом і місцевими бюджетами, включаючи необхідні вказівки для підготовки середньострокових прогнозів місцевих бюджетів; - оцінку фіскальних ризиків. | 2 квартал 2024 року | Виконано       |
| Реформа 2. Удосконалення управління державними фінансами       | Проведення оглядів витрат державного бюджету | Міністерство фінансів Головні розпорядники бюджетних коштів, визначені рішенням Уряду про проведення огляду у відповідному році | Огляди витрат державного бюджету проводяться щорічно на підставі рішення Уряду та за методологією, що відповідає найкращим практикам Організації економічного співробітництва та розвитку (ОЕСР), зокрема у таких пріоритетних сферах, як соціальний захист, освіта, охорона здоров'я, енергетика, підтримка бізнесу. | 4 квартал 2026 року |                |
| Реформа 2. Удосконалення управління державними фінансами       | Набрання чинності Законом про внесення змін Бюджетного кодексу України щодо визначення порядку управління фіскальними ризиками місцевих бюджетів | Міністерство фінансів | Прийнято та набрав чинності Закон України про внесення змін до Бюджетного кодексу України щодо визначення порядку управління фіскальними ризиками місцевих бюджетів. Закон України передбачає такі заходи, як: - визначення суб'єктів управління фіскальними ризиками місцевих бюджетів; - встановлення порядку взаємодії між різними суб'єктами, відповідальними за управління фіскальними ризиками місцевих бюджетів; - визначення методологічних засад управління фіскальними ризиками місцевих бюджетів. | 4 квартал 2026 року |                |
| Реформа 3. Удосконалення управління державним боргом           | Схвалення середньострокової стратегії управління державним боргом                                                                                | Міністерство фінансів | Уряд схвалив середньострокову стратегію управління державним боргом на 2026—2028 роки, яка передбачає, зокрема: - аналіз поточної структури та тенденцій державного боргу; - цілі щодо забезпечення стійкості боргу; - заходи щодо розвитку внутрішнього ринку державних цінних паперів. | 4 квартал 2025 року |                |
| Реформа 4. Удосконалення управління державними інвестиціями    | Схвалення Плану заходів з реалізації Дорожньої карти щодо реформування управління публічними інвестиціями                                        | Міністерство фінансів | Прийнято план заходів щодо реалізації Дорожньої карти реформування управління державними інвестиціями. План заходів включатиме послідовність і часові рамки таких заходів, як: - запровадження стратегічного планування публічних інвестицій у тісному зв'язку з бюджетним плануванням; - визначення ролей усіх учасників на всіх етапах циклу інвестиційного проєкту; - встановлення єдиних підходів до відбору, оцінки та моніторингу інвестиційних проєктів незалежно від джерел фінансування (надходження до бюджету, кошти міжнародних донорів, державні (місцеві) гарантії, концесії, ДПП), що забезпечить можливість підготовки єдиного портфелю проєктів (single project pipeline); - визначення критеріїв пріоритетності, які враховують визначені потреби, підготовки проєктів та узгодженість із галузевими та/або регіональними стратегіями в контексті управління державними інвестиціями; - запровадження незалежної оцінки великих публічних інвестиційних проєктів. | 2 квартал 2024 року | Виконано       |
| Реформа 4. Удосконалення управління державними інвестиціями    | Реалізація Дорожньої карти реформування системи управління публічними інвестиціями                                                               | Міністерство розвитку громад, територій та інфраструктури                                                                       | Розробка та впровадження цифрового інструменту управління відновленням України, який забезпечує публічний доступ до даних про проєкти відновлення на всіх етапах, включаючи планування, фінансування, закупівлі, будівництво та введення в експлуатацію, для забезпечення публічного та прозорого моніторингу реалізації проєктів та кращої координації зусиль з відновлення між секторами. | 3 квартал 2025 року |                |
| Реформа 5. Удосконалення систем аудиту та фінансового контролю | Ухвалення та набрання чинності змін до постанов Кабінету Міністрів щодо державного фінансового контролю                                          | Міністерство фінансів, Державна аудиторська служба                                                                              | Прийнято та набрали чинності зміни до постанов Кабінету Міністрів або інших законодавчих актів з питань державного фінансового контролю, які стосуватимуться, зокрема, таких напрямів: - надання можливості Державній аудиторській службі забезпечити, що відомство має засоби для захисту фінансових інтересів ЄС, зокрема щодо коштів, які використовуються в рамках Компоненту І Плану України, із застосуванням міжнародних стандартів аудиту; - посилення заходів щодо моніторингу процедур закупівель. | 4 квартал 2025 року |                |

### Судова система
| Реформи та інвестиції                                                             | Найменування кроку (кількісні та якісні кроки з впровадження реформ/інвестицій) | Установа, відповідальна за впровадження | Результат | Строк               | Стан виконання |
| --------------------------------------------------------------------------------- | --- | --- | --- | ------------------- | -------------- |
| Реформа 1. Посилення підзвітності, доброчесності та професіоналізму судової влади | Заповнено не менше 20 % вакансій суддів | Вища кваліфікаційна комісія суддів (за згодою)                                                                                               | Не менше 20 % вакансій суддів, наявних станом на 16 жовтня 2023 року (загальна кількість вакантних посад 2205), заповнюється на основі зміненого законодавства, яке включатиме такі елементи: - спрощені етапи добору та скорочені періоди обов'язкової підготовки суддів; - послідовне застосування чітких та належним чином опублікованих критеріїв оцінювання та методології оцінювання професійної компетентності та доброчесності кандидатів на посаду судді; - залучення Громадської ради доброчесності до оцінювання доброчесності кандидатів на посади суддів у випадках, коли цього вимагає закон. | 3 квартал 2025 року |                |
| Реформа 1. Посилення підзвітності, доброчесності та професіоналізму судової влади | Створення нового суду для розгляду адміністративних справ | Міністерство юстиції Вища кваліфікаційна комісія суддів (за згодою)                                                                          | Створено новий суд для розгляду адміністративних справ за участю державних органів, який складається з першої та апеляційної інстанцій і судді, якого обирають після перевірки доброчесності та професіоналізму із залученням незалежних експертів. | 3 квартал 2025 року |                |
| Реформа 1. Посилення підзвітності, доброчесності та професіоналізму судової влади | Кваліфікаційне оцінювання (перевірку) проведено із забезпеченням передбачуваності, сталості та відкритості дисциплінарної практики щодо суддів                                                                                             | Вища кваліфікаційна комісія суддів (за згодою)                                                                                               | Проведено кваліфікаційне оцінювання (перевірку) 50 % суддів, які повинні були його пройти станом на 30 вересня 2016 року в установленому порядку та із залученням Громадської ради доброчесності. | 4 квартал 2025 року |                |
| Реформа 1. Посилення підзвітності, доброчесності та професіоналізму судової влади | Початок роботи відбіркової комісії з проведення конкурсу до Вищої ради правосуддя Служби дисциплінарних інспекторів Розпочато та триває в установленому порядку конкурс на посади його керівника, заступника та дисциплінарного інспектора | Вища кваліфікаційна комісія суддів (за згодою)                                                                                               | Вища рада правосуддя утворює конкурсну комісію з проведення конкурсу для служби дисциплінарних інспекторів Вищої ради правосуддя та оголошує конкурс на посади її голови, заступників голови та дисциплінарних інспекторів. | 1 квартал 2024 року | Виконано       |
| Реформа 1. Посилення підзвітності, доброчесності та професіоналізму судової влади | Вирішені 20 % старих дисциплінарних проваджень (справ), не розглянутих станом на кінець 2023 року | Вища кваліфікаційна комісія суддів (за згодою)                                                                                               | 20 % старих дисциплінарних проваджень (скарг), не розглянутих станом на 31 грудня 2023 року, вирішені із залученням Служби дисциплінарних інспекторів та на основі критеріїв пріоритетності розгляду дисциплінарних скарг, визначених п. 13.7 Регламенту Вищої ради правосуддя (у редакції від 21 листопада 2023 року № 1068/0/15-23), що опубліковані на офіційному вебсайті Вищої ради правосуддя. | 4 квартал 2025 року |                |
| Реформа 1. Посилення підзвітності, доброчесності та професіоналізму судової влади | Набрання чинності законодавства про перегляд декларацій доброчесності суддів та процедури їх перевірки | Вища кваліфікаційна комісія суддів (за згодою)                                                                                               | Набирають чинності закон та акти ВККС, відповідно до яких мають бути переглянуті декларації доброчесності суддів та процедура їх перевірки. Ці правові акти повинні бути зосереджені на: - уточненні змісту декларацій доброчесності та підстав для початку перевірки; - розширенні часового періоду, на який поширюється перевірка; - удосконаленні процедури перевірки шляхом деталізації механізмів та строків перевірки, визначенні прав та обов'язків фізичних та юридичних осіб, залучених до процесу перевірки, роз'ясненні правових наслідків перевірки. | 2 квартал 2025 року |                |
| Реформа 2. Реформи банкрутства та неплатоспроможності і виконання судових рішень  | Набрало чинності законодавство щодо удосконалення режиму банкрутства та неплатоспроможності | Міністерство юстиції | Набрав чинності Закон України про вдосконалення режиму банкрутства та відповідні підзаконні акти, що запроваджує систему запобігання неплатоспроможності та інструмент раннього попередження для юридичних осіб та підприємців відповідно до принципів Директиви ЄС 2019/1023 про рамки превентивної реструктуризації. Нове законодавство зосереджено на: - запобіганні банкрутству та відновленні платоспроможності боржників; - своєчасному виявленні ознак кризи на підприємстві; - визначенні додаткових можливостей для відновлення платоспроможності компаній; - доступності інформації для компаній про механізми запобігання неплатоспроможності та раннього попередження. | 4 квартал 2024 року |                |
| Реформа 2. Реформи банкрутства та неплатоспроможності і виконання судових рішень  | Набрало чинності законодавство щодо спрощених процедур банкрутства для мікро-, малих і середніх підприємств | Міністерство юстиції | Набрало чинності законодавство щодо спрощених процедур банкрутства для мікро-, малих і середніх підприємств (ММСП) відповідно до принципів Директиви ЄС 2019/1023 про рамки превентивної реструктуризації. Законодавство розроблено на основі оцінки регуляторного впливу із залученням експертів ЄС. Законодавство зосереджено на: - спрощенні позасудових процедур та процедур банкрутства ММСП (включаючи фізичних осіб-підприємців); - доступності інструментів банкрутства та послуг практикуючих спеціалістів для ММСП; - запобіганні зловживанню ММСП процедурами банкрутства | 1 квартал 2026 року |                |
| Реформа 2. Реформи банкрутства та неплатоспроможності і виконання судових рішень  | Покращення виконання судових рішень Набрав чинності закон щодо цифровізації виконавчого провадження | Міністерство юстиції | Набрав чинності закон щодо виконання судових рішень щодо майнових та немайнових зобов'язань та подальшої цифровізації виконавчого провадження. | 2 квартал 2025 року |                |
| Реформа 2. Реформи банкрутства та неплатоспроможності і виконання судових рішень  | Функціонує оновлена ІТ-система виконання судових рішень | Міністерство юстиції | Функціонує оновлена ІТ-система виконавчого провадження, що полегшує виконавчий процес, відстеження активів боржників, блокування банківських рахунків і стягнення боргів. | 2 квартал 2026 року |                |
| Реформа 2. Реформи банкрутства та неплатоспроможності і виконання судових рішень  | Працює система збору даних про виконання судових рішень | Міністерство юстиції | Працює система збору даних про виконання судових рішень. | 4 квартал 2025 року |                |
| Реформа 3. Цифровізація судової системи                                           | Запроваджено нові ІТ-рішення в судовій системі | Державна судова адміністрація, за участі Міністерства цифрової трансформації                                                                 | ІТ-рішення, що замінюють та/або модернізують модулі ЄСІТС/ запроваджують нові ІТ-системи, реалізовані на основі дорожньої карти, діють. | 4 квартал 2027 року |                |
| Реформа 4. Реформа прокуратури                                                    | Набрання чинності законодавством, що забезпечує прозорий та заснований на заслугах відбір прокурорів на керівні посади в органах прокуратури                                                                                               | Офіс Генерального прокурора (за згодою), за участі Ради прокурорів (за згодою), Кваліфікаційно-дисциплінарної комісії прокурорів (за згодою) | Набирає чинності законодавство, що забезпечить прозорий та заснований на заслугах відбір прокурорів на керівні посади. Це законодавство включатиме: - чіткі критерії оцінки, включно з професійною компетентністю та доброчесністю/етикою; - прозору, конкурентну та меритократичну процедуру відбору, яка включає перевірку професійної компетентності та доброчесності; - посилення інституційної спроможності та повноважень Офісу Генерального прокурора та прокурорського самоврядування, зокрема Ради прокурорів, в частині відбору прокурорів на керівні посади | 1 квартал 2026 року |                |
| Реформа 4. Реформа прокуратури                                                    | Набрання чинності законодавством, що удосконалює дисциплінарну систему прокурорів та підвищує спроможність Кваліфікаційно-дисциплінарної комісії прокурорів                                                                                | Офіс Генерального прокурора (за згодою), за участі Ради прокурорів (за згодою), Кваліфікаційно-дисциплінарної комісії прокурорів (за згодою) | Набирає чинності законодавство про вдосконалення дисциплінарної системи прокурорів та посилення інституційної спроможності. Кваліфікаційно-дисциплінарної комісії прокурорів. Удосконалена правова та інституційна база, спрямована на впровадження рекомендацій GRECO, міститиме такі елементи: - уточнення дисциплінарних проступків, що стосуються поведінки прокурорів і дотримання ними етичних норм, та розширення переліку доступних дисциплінарних стягнень з метою підвищення їхньої пропорційності та ефективності; - внесення змін до положень про формування складу Кваліфікаційнодисциплінарної комісії прокурорів для забезпечення того, щоб більшість місць займали прокурори, обрані своїми колегами, та проведення незалежної та об'єктивної процедури попереднього відбору всіх кандидатів до членів КДКП, що включає перевірку їх доброчесності; - підвищення ефективності дисциплінарних проваджень шляхом збільшення строку давності. | 3 квартал 2026 року |                |
| Реформа 4. Реформа прокуратури                                                    | Запроваджено систему електронного документообігу в системі кримінальної юстиції | Офіс Генерального прокурора (за згодою) | Система електронного документообігу в системі кримінальної юстиції, яка дозволяє обробляти кримінальні справи в електронному вигляді та поступово замінює/значно модернізує застарілий Єдиний реєстр досудових розслідувань, введена в експлуатацію. | 4 квартал 2026 року |                |

### Боротьба з корупцією та відмиванням грошей
| Реформи та інвестиції                                                                | Найменування кроку (кількісні та якісні кроки з впровадження реформ/інвестицій)                                                                                 | Установа, відповідальна за впровадження | Результат | Строк               | Стан виконання |
| ------------------------------------------------------------------------------------ | --- | --- | --- | ------------------- | -------------- |
| Реформа 1. Розвиток інституційної спроможності антикорупційної інфраструктури        | Збільшення штату співробітників Спеціалізованої антикорупційної прокуратури                                                                                     | Спеціалізована антикорупційна прокуратура (за згодою) | Надано можливість Спеціалізованій антикорупційній прокуратурі збільшити чисельність співробітників з 10 % до не менше ніж 15 % від чисельності співробітників Національного антикорупційного бюро. | 3 квартал 2024 року |                |
| Реформа 1. Розвиток інституційної спроможності антикорупційної інфраструктури        | Призначення нового керівника Національного агентства з питань запобігання корупції                                                                              | Кабінет Міністрів, за участі Конкурсної комісії з відбору на посаду голови Національного агентства з питань запобігання корупції | Нового голову Національного агентства з питань запобігання корупції обрано та призначено після процесу відбору відповідно до Закону «Про запобігання корупції». | 2 квартал 2024 року | Виконано       |
| Реформа 1. Розвиток інституційної спроможності антикорупційної інфраструктури        | Збільшення кадрового складу Вищого антикорупційного суду | Вищий антикорупційний суд (за згодою) | Штатну чисельність суддів ВАКС збільшено на 60 %, апарату ВАКС збільшено на 40 %. | 1 квартал 2025 року |                |
| Реформа 2. Удосконалення законодавчої бази для більш ефективної боротьби з корупцією | Набрали чинності зміни до Кримінального кодексу України та Кримінального процесуального кодексу України                                                         | Міністерство юстиції, за участі Національного агентства з питань запобігання корупції, Спеціалізованої антикорупційної прокуратури (за згодою) | Закони України про внесення змін до Кримінального кодексу України та Кримінального процесуального кодексу України набрали чинності з такими положеннями: - удосконалення процедури про угоди зі слідством; - скасування строків досудового розслідування від моменту реєстрації кримінального провадження до повідомлення особі про підозру; - щодо одноособового розгляду окремих справ суддею Вищого антикорупційного суду | 3 квартал 2024 року | Виконано       |
| Реформа 2. Удосконалення законодавчої бази для більш ефективної боротьби з корупцією | Прийняття нової Антикорупційної стратегії та Державної антикорупційної програми на період після 2025 року                                                       | Національне агентство з питань запобігання корупції | Антикорупційна стратегія та Державна антикорупційна програма з її реалізації на період після 2025 року прийняті відповідно Верховною Радою та Кабінетом Міністрів й опубліковані. | 2 квартал 2026 року |                |
| Реформа 2. Удосконалення законодавчої бази для більш ефективної боротьби з корупцією | Затвердження плану заходів з реалізації Стратегії повернення активів на 2023—2025 роки                                                                          | Національне агентство з питань виявлення, розшуку та управління активами, одержаними від корупційних та інших злочинів | Кабінетом Міністрів прийнято та опубліковано на вебсайті Кабінету Міністрів План заходів з реалізації Стратегії повернення активів на 2023—2025 роки | 3 квартал 2024 року | Виконано       |
| Реформа 2. Удосконалення законодавчої бази для більш ефективної боротьби з корупцією | Набрав чинності закон про реформування Національного агентства з питань виявлення, розшуку та управління активами, одержаними від корупційних та інших злочинів | Міністерство юстиції, за участі Національного агентства з питань виявлення, розшуку та управління активами, одержаними від корупційних та інших злочинів | Закон України, що реформує Національне агентство з питань виявлення, розшуку та управління активами, одержаними від корупційних та інших злочинів, набрав чинності. Закон зосереджується на: - прозорій та заснованій на заслугах процедурі відбору керівника агентства, включаючи перевірку на доброчесність та професіоналізм, що заслуговує на довіру; - незалежній зовнішній системі оцінки ефективності діяльності; - прозорій процедурі управління та продажу арештованих активів, що перебувають під контролем агентства | 1 квартал 2025 року |                |
| Реформа 3. Заходи з протидії відмиванню грошей                                       | Схвалення Плану заходів щодо подолання ризиків, визначених у третьому раунді Національної оцінки ризиків                                                        | Міністерство фінансів, за участі інших центральних органів виконавчої влади (відповідно до їх компетенції) | Прийнято та набрало чинності розпорядження Кабінету Міністрів про затвердження Плану заходів щодо запобігання та/або пом'якшення негативних наслідків ризиків, виявлених у третьому раунді Національної оцінки ризиків у сфері запобігання та протидії легалізації (відмиванню) доходів, одержаних злочинним шляхом, фінансуванню тероризму та фінансуванню розповсюдження зброї масового знищення на період до 2026 року | 1 квартал 2024 року | Виконано       |
| Реформа 3. Заходи з протидії відмиванню грошей                                       | Проведення наступної Національної оцінки ризиків | Державна служба фінансового моніторингу, за участі Міністерства фінансів, Національного банку (за згодою), Міністерства юстиції, Національної комісії з цінних паперів та фондового ринку (за згодою), інші центральні органи виконавчої влади (відповідно до їх компетенції) | Підготовлено та проведено наступну Національну оцінку ризиків відповідно до оновленої Методології проведення Національної оцінки ризиків легалізації (відмивання) доходів, одержаних злочинним шляхом, та фінансування тероризму в Україні. | 4 квартал 2025 року |                |
| Реформа 3. Заходи з протидії відмиванню грошей                                       | Набрання чинності законодавством про єдиний реєстр банківських рахунків                                                                                         | Державна податкова служба, за участі Міністерства фінансів, Державної служби фінансового моніторингу, Національного банку (за згодою) | Набрало чинності необхідне законодавство для створення єдиного реєстру банківських рахунків фізичних та юридичних осіб відповідно до стандартів Європейського Союзу, що вносить зміни до податкового, банківського законодавства, а також законодавства у сфері протидії відмиванню коштів, ринку капіталу та платіжних послуг України. | 2 квартал 2027 року |                |
| Реформа 3. Заходи з протидії відмиванню грошей                                       | Необхідне програмне та апаратне забезпечення для Єдиного реєстру функціонує                                                                                     | Державна податкова служба | Функціонує необхідне програмне та апаратне забезпечення для Єдиного реєстру банківських рахунків. | 2 квартал 2027 року |                |

### Фінансові ринки
| Реформи та інвестиції                                                       | Найменування кроку (кількісні та якісні кроки з впровадження реформ/інвестицій)                                     | Установа, відповідальна за впровадження                                                        | Результат | Строк               | Стан виконання |
| --------------------------------------------------------------------------- | --- | ---------------------------------------------------------------------------------------------- | --- | ------------------- | -------------- |
| Реформа 1. Оцінка банківського сектору                                      | Опублікування оцінки стійкості банківської системи                                                                  | Національний банк (за згодою)                                                                  | Національний банк публікує оцінку стійкості найбільших банків банківської системи (за розмірами активів), що включає стрес-тестування за несприятливим сценарієм та результати незалежної AQR, якщо умови дозволяють її проведення. | 1 квартал 2026 року |                |
| Реформа 2. Зниження державної частки у банківському секторі                 | Набрання чинності законодавством з питань продажу банків державного сектору                                         | Міністерство фінансів                                                                          | Законодавство з питань продажу банків державного сектору, зокрема Закон України «Про особливості продажу пакетів акцій, що належать державі у статутному капіталі банків, у капіталізації яких взяла участь держава» (№ 4524-VI від 15 березня 2012 року), оновлено та набрало чинності. Переглянуте законодавство має надавати можливість як продажу різних за розмірами часток у банках державного сектору, так і повний продаж. Фундаментальні принципи, якими керуються під час продажу банків державного сектору, будуть розроблені під час спільних обговорень та на основі погодження з міжнародними донорами. | 1 квартал 2026 року |                |
| Реформа 2. Зниження державної частки у банківському секторі                 | Затвердження стратегії для банків державного сектору, що передбачає зменшення частки держави у банківській сфері    | Міністерство фінансів                                                                          | Постанова Уряду або інший акт Уряду про схвалення стратегії банків державного сектору, що передбачає поступове скорочення державної власності в банківському секторі Стратегія банків державного сектору направлена на такі основні сфери: - фінансовий стан та стабільність; - управління непрацюючими кредитами; - мінімізація фіскальних ризиків; - покращення банківського управління та операційної ефективності; - підвищення вартості банку, довгострокова життєздатність та кроки до приватизації (у випадку, якщо це актуально)                                                                              | 2 квартал 2026 року |                |
| Реформа 3. Покращення у сфері вирішення проблеми непрацюючих кредитів (NPL) | Затвердження стратегії врегулювання непрацюючих кредитів                                                            | Національний банк (за згодою) Міністерство юстиції Фонд державного майна Міністерство фінансів | Стратегія врегулювання непрацюючих кредитів, розроблена відповідно до чинного законодавства ЄС, затверджена. Стратегія направлена на такі основні сфери: - посилення пруденційних вимог до визнання та врегулювання проблемних кредитів; - обмін даними про проблемні кредити та іншими відповідними ринковими даними між фінансовими установами та державними органами для покращення вирішення проблемних кредитів; - огляд потенційних перешкод і розробка заходів для покращення основи для реструктуризації та врегулювання проблемних кредитів.                                                                 | 2 квартал 2025 року |                |
| Реформа 3. Покращення у сфері вирішення проблеми непрацюючих кредитів (NPL) | Набрання чинності законодавчими змінами для покращення врегулювання проблемних кредитів                             | Національний банк (за згодою) інші органи державної влади                                      | Набрали чинності акти законодавства, які враховують рекомендації стратегії вирішення проблемних кредитів та вдосконалюють систему вирішення проблемних кредитів. | 1 квартал 2026 року |                |
| Реформа 4. Покращення спроможності фінансового наглядового органу           | Набрання чинності Закону щодо вдосконалення державного регулювання ринків капіталу та організованих товарних ринків | Національна комісія з цінних паперів та фондового ринку (за згодою)                            | Прийняття та набрання чинності Закону України щодо вдосконалення державного регулювання ринків капіталу та організованих товарних ринків із приведенням його у відповідність до стандартів IOSCO. Це стосується здатності Національної комісії з цінних паперів та фондового ринку діяти незалежно від зовнішнього впливу, зокрема політичного тиску чи тиску з боку учасників ринку, приймати рішення на основі закону та з урахуванням найкращих інтересів цілісності ринку та захисту інвесторів, та мати потужні механізми правозастосування та співпраці на міжнародному рівні.                                  | 4 квартал 2025 року |                |

### Управління державними активами
| Реформи та інвестиції                                        | Найменування кроку (кількісні та якісні кроки з впровадження реформ/інвестицій) | Установа, відповідальна за впровадження | Результат | Строк               | Стан виконання |
| ------------------------------------------------------------ | --- | --- | --- | ------------------- | -------------- |
| Реформа 1. Прийняття політики державної власності            | Ухвалення політики державної власності та ранжування державних компанії | Міністерство економіки Міністерство фінансів Фонд державного майна                                                                                  | Ухвалення, публікація та введення в дію постанови Кабінету Міністрів «Про затвердження політики державної власності», а також ранжування державних компаній. Політика державної власності включає: - визначення цілей державної політики, яких зобов'язані досягати державні компанії; - опис ролі держави в управлінні державними компаніями, як держава реалізовуватиме політику власності, а також відповідні функції та обов'язки державних органів, які беруть участь в її реалізації; - визначення загального обґрунтування для збереження державних компаній у державній власності та регулярний перегляд такого обґрунтування; - встановлення довгострокових загальнодержавних пріоритетів у сфері власності державних компаній; - дивідендну політику, політику винагороди для членів наглядових рад та керівників; Політика власності дозволить запровадити реформи корпоративного управління ОЕСР у компаніях ОСР для покращення конкуренції на ринках природного газу. Ранжування державних компаній принесе такі результати: - перелік державних компаній, які залишатимуться в державній власності як стратегічні підприємства; - перелік державних компаній, які будуть виставлені на приватизацію, в якому також відображені у відповідному підрозділі всі державні компанії, приватизація яких заборонена під час воєнного стану; - перелік державних компаній, які підлягають ліквідації | 4 квартал 2024 року |                |
| Реформа 2. Удосконалення управління державними компаніями    | Набуття чинності Закону про корпоративне управління держкомпаній | Міністерство економіки | Введення в дію нового закону про корпоративне управління держкомпаній відповідно до рекомендацій ОЕСР з корпоративного управління ОЕСР щодо корпоративного управління («Про внесення змін до деяких законодавчих актів України щодо вдосконалення корпоративного управління юридичних осіб, акціонером (засновником, учасником) яких є держава»). Закон зосереджуватиметься на таких основних напрямах: - визначення повноважень наглядових рад держкомпаній щодо призначення та звільнення керівників; - визначення повноважень наглядових рад держкомпаній щодо затвердження стратегічних, інвестиційних і фінансових документів держкомпаній; - встановлення процедури річного оцінювання для наглядових рад держкомпаній. | 2 квартал 2024 року | Виконано       |
| Реформа 2. Удосконалення управління державними компаніями    | Створення наглядових рад із більшістю незалежних членів | Міністерство економіки | Призначення Урядом наглядових рад із більшістю незалежних членів для принаймні 15 держкомпаній, зі списку ключових держкомпаній, затвердженого Кабінетом Міністрів у протокольному рішенні. Члени наглядових рад відбиратимуться на основі оновленого вторинного законодавства, що містить процедури призначення. | 2 квартал 2026 року |                |
| Реформа 2. Удосконалення управління державними компаніями    | Корпоратизація ключових підприємств у державній власност | Міністерство економіки | Щонайменше 15 державних компаній з переліку ключових підприємств у державній власності, затвердженого протокольним рішенням Кабінету Міністрів, корпоратизовано у формі акціонерних товариств або товариств з обмеженою відповідальністю. | 3 квартал 2026 року |                |
| Реформа 2. Удосконалення управління державними компаніями    | Набрання чинності законодавством про консолідовані суб'єкти управління держкомпаніями | Міністерство економіки Фонд державного майна | Перший річний звіт про фінансові та операційні результати, який демонструє належне дотримання принципів корпоративного управління, подано до ЄК. Перед проведенням аудиту — ухвалення та введення в дію нового закону про суб'єктів консолідованого управління держкомпаніями і відповідного вторинного законодавства до 3 кварталу 2026 року. Перед створенням суб'єктів консолідованого управління держкомпаніями впроваджено та введено в дію такі основні принципи корпоративного управління: — чітке визначення функцій Кабінету Міністрів, Міністерства фінансів та Міністерства економіки, а також забезпечення нагляду з боку Верховної Ради; — чітке визначення повноважень і сфери діяльності суб'єктів консолідованого управління держкомпаніями у повній відповідності до політики державної власності; — урахування аспектів управління державними фінансами у статутах суб'єктів консолідованого управління держкомпаніями. | 4 квартал 2027 року |                |
| Реформа 3. Розділення рахунків у державних компаніях         | Прийняття Дорожньої карти щодо розмежування діяльності з виконання спеціальних обов'язків та діяльності не пов'язаній з виконанням спеціальних обов'язків                                                        | Міністерство економіки Міністерство енергетики Міністерство розвитку громад територій та інфраструктури Фонд державного майна Міністерство фінансів | Ухвалення Урядом і опублікування дорожньої карти обов'язкового структурного відокремлення діяльності з виконання спеціальних обов'язків та діяльності, не пов'язаної з виконанням спеціальних обов'язків для всіх держкомпаній, на яких покладені спеціальні обов'язки. Така дорожня карта ґрунтуватиметься на визначеному поточному рівні необхідних бухгалтерських методів і включатиме операційні заходи для відокремлення рахунків підприємств на різних етапах впровадження необхідних змін. Дорожня карта міститиме опис того, як здійснюватиметься відокремлення рахунків для діяльності, пов'язаної та не пов'язаної з виконанням спеціальних обов'язків, у всіх пріоритетних держкомпаніях, зі списку, затвердженого протокольним рішенням Кабінетом Міністрів. | 1 квартал 2025 року |                |
| Реформа 3. Розділення рахунків у державних компаніях         | Оцінка та, у разі необхідності, внесення змін та набрання чинності законодавства щодо розмежування діяльності з виконання спеціальних обов'язків та діяльності не пов'язаної з виконанням спеціальних обов'язків | Міністерство фінансів Міністерство економіки Міністерство енергетики                                                                                | Оцінювання та, за необхідності, внесення змін і введення в дію актів законодавства, визначених у дорожній карті, щоб забезпечити чітке визначення та проведення обов'язкового структурного відокремлення рахунків для діяльності, пов'язаної та не пов'язаної з виконанням спеціальних обов'язків, у всіх пріоритетних держкомпаніях, зі списку, затвердженого протокольним рішення Кабінету Міністрів на яких покладені спеціальні обов'язки. | 3 квартал 2025 року |                |
| Реформа 3. Розділення рахунків у державних компаніях         | Звіт про результати незалежного аудиту, що підтверджує поділ діяльності з виконання спеціальних обов'язків та діяльності не пов'язаної з виконанням спеціальних обов'язків                                       | Міністерство економіки Міністерство енергетики Міністерство розвитку громад, територій та інфраструктури Фонд державного майна                      | Подання звіту про результати незалежного аудиту, підготовленого аудиторською компанією, яка входить до міжнародної аудиторської мережі та згідно із національним законодавством має право проводити обов'язковий аудит фінансової звітності підприємств, що становлять суспільний інтерес. Такий звіт має містити детальну оцінку таких сфер для кожної держкомпанії, на яку покладені спеціальні обов'язки: - впровадження відокремлення рахунків; - дотримання правил ринку в розрізі перехресного субсидування; - визначення виконання спеціальних обов'язків для кожної державної компанії; - витрати, фінансові потоки та зобов'язання, що виникають зі спеціальних обов'язків. | 3 квартал 2027 року |                |
| Реформа 4. Покращена система контролю за державною допомогою | Скасування призупинення дії закону про державну допомогу та відновлення контролю державної допомоги та гармонізація закону про державну допомогу з acquis ЄС                                                     | Міністерство економіки | Набрання чинності оновленого законодавства про державну допомогу, в тому числі щодо послуг загального економічного інтересу з повним відновленням контролю державної допомоги з боку Антимонопольного комітету | 3 квартал 2025 року |                |

### Людський капітал
| Реформи та інвестиції                                                  | Найменування кроку (кількісні та якісні кроки з впровадження реформ/інвестицій) | Установа, відповідальна за впровадження | Результат | Строк               | Стан виконання |
| ---------------------------------------------------------------------- | --- | --- | --- | ------------------- | -------------- |
| Реформа 1. Удосконалення професійної освіти                            | Набрання чинності Закону України «Про професійну освіту» | Міністерство освіти і науки інші заінтересовані центральні органи виконавчої влади                                                                     | Закон України «Про професійну освіту» прийнятий та набрав чинності: - визначено справедливі правила функціонування суб'єктів освітньої діяльності на ринку освітніх послуг у сфері професійної освіти; - розширено інституційні спроможності суб'єктів освітньої діяльності у наданні формальної та неформальної професійної освіти; - врегульовано відносини закладів професійної освіти, національних/локальних та міжнародних стейкхолдерів для сталого розвитку людського капіталу в Україні. | 2 квартал 2025 року |                |
| Реформа 2. Удосконалення дошкільної освіти                             | Набрання чинності Закону України «Про дошкільну освіту» | Міністерство освіти і науки інші заінтересовані центральні органи виконавчої влади                                                                     | Закон України «Про дошкільну освіту» набрав чинності відповідно до Рекомендації Ради Європейського Союзу від 22 травня 2019 року щодо якісної освіти дітей раннього віку. Закон України визначає такі сфери: - гарантії доступу до дошкільної освіти дітей раннього та дошкільного віку; - справедливі правила функціонування суб'єктів освіти на ринку освітніх послуг у сфері дошкільної освіти; - гідні умови праці працівників сфери дошкільної освіти; - правила функціонування гнучкої та ефективної мережі закладів дошкільної освіти. | 1 квартал 2025 року |                |
| Реформа 3. Удосконалення системи реабілітації осіб з інвалідністю      | Прийнято законодавчі зміни щодо вдосконалення системи реабілітації для осіб з інвалідністю | Міністерство соціальної політики Міністерство охорони здоров'я Міністерство у справах ветеранів інші заінтересовані центральні органи виконавчої влади | Набрав чинності Закон України "Про внесення змін до Закону України «Про реабілітацію осіб з інвалідністю в Україні». Закон зосереджується на таких основних напрямках: — застосування Міжнародної класифікації функціонування, обмежень життєдіяльності та здоров'я для вимірювання функціонування. — запровадження електронної системи, яка містить інформацію про потреби особи, та автоматично пропонує послуги відповідно до визначених потреб (соціальні, медичні та інші). | 4 квартал 2026 року |                |
| Реформа 4. Перехід від військової служби до цивільного життя           | Набрання чинності законодавством про систему змін для впровадження системи переходу від військової служби до цивільного життя | Міністерство у справах ветеранів | Набирає чинності Закон України про внесення змін до деяких законодавчих актів України щодо впровадження системи переходу від військової служби до цивільного життя та прийнято постанови Кабінету Міністрів щодо затвердження порядків та умов отримання послуг учасниками системи переходу. Акти будуть зосереджені на забезпеченні створення: - реабілітаційної та медичної, зокрема, психологічної допомоги; - програм підготовки, перепідготовки та підвищення кваліфікації; - необхідних умов для працевлаштування ветеранів як окремої категорії; - заходів підтримки ветеранського бізнесу. | 4 квартал 2025 року |                |
| Реформа 5. Покращення соціальної інфраструктури та деінституціалізація | Затвердження двох стратегій: Стратегії реформування психоневрологічних, інших інтернатних закладів та деінституціоналізації догляду за особами з інвалідністю та людьми похилого віку та Стратегії забезпечення права кожної дитини в Україні на зростання в сімейному оточенні на 2024—2028 роки                                                                                               | Міністерство соціальної політики | Розпорядження Кабінету Міністрів «Про затвердження Стратегії реформування психоневрологічних, інших інтернатних закладів та деінституціоналізації догляду за особами з інвалідністю та людьми похилого віку» та розпорядження Кабінету Міністрів «Про схвалення Стратегії забезпечення права кожної дитини в Україні на зростання в сімейному оточенні на 2024—2028 роки» прийняті. Стратегії зосереджені на таких основних напрямках: - розвиток соціальних послуг для підтримки сімей з дітьми, осіб з інвалідністю та людей похилого віку для самостійного життя в громаді та запобігання інституціалізації; - розвиток послуг з підтриманого проживання для осіб з інвалідністю та людей похилого віку, які потребують додаткової підтримки; - забезпечення сімейними формами виховання (наприклад, прийомної сім'ї, опіка та усиновлення) дітей, які залишилися без піклування батьків.      | 4 квартал 2024 року |                |
| Реформа 6. Покращення функціонування ринку праці                       | Затвердження Стратегії зайнятості населення | Міністерство економіки | Розпорядження Кабінету Міністрів про затвердження Стратегії зайнятості населення прийнято. Стратегія визначає конкретні заходи, в тому числі у таких сферах: - створення сприятливих умов для зайнятості населення, у тому числі шляхом розвитку підприємництва та з особливим акцентом на жінок; - спрощення доступу до ринку праці; - перепідготовка та перекваліфікація; - реформування державної служби зайнятості; - реформування системи прогнозування ринку праці; - стимулювання залучення на український ринок праці іноземних талантів — іноземних підприємців, висококваліфікованих і робітничих кадрів та студентів. | 2 квартал 2026 року |                |
| Реформа 6. Покращення функціонування ринку праці                       | Затвердження комплексної Стратегії демографічного розвитку на період до 2040 року | Міністерство соціальної політики | Розпорядження Кабінету Міністрів «Про затвердження демографічної стратегії України на період до 2040 року» прийнято. Стратегія визначає конкретні заходи, в тому числі щодо вирішення наступних проблем: - покращення ситуації в сфері народжуваності; - зменшення рівня передчасної смертності, особливо серед чоловіків працездатного віку; - подолання негативних міграційних трендів, зокрема за рахунок повернення вимушених мігрантів, залучення до України представників закордонної діаспори тощо; - сприяння активному довголіттю; - створення інфраструктурних та безпекових передумов для покращення демографічної ситуації. | 3 квартал 2024 року | Виконано       |
| Реформа 7. Забезпечення доступу до житла для осіб, які його потребують | Набрання чинності Закону України «Про основні засади житлової політики» | Міністерство розвитку громад, територій та інфраструктури                                                                                              | Набрав чинності Закон України «Про основні засади житлової політики». Закон України зосереджується на таких основних напрямках: - доступність житла для найбільш вразливих категорій громадян має стати основним принципом у забезпеченні житлом; - створення різноманітних механізмів підтримки для громадян з різною фінансовою спроможністю та визначення критеріїв доступу до них; - врегулювання правового підґрунтя для запровадження оренди комунального житла, оренди комунального житла з правом викупу; - створення прозорої системи реєстрації житлових потреб громадян для забезпечення оперативного реагування на місцевому рівні; - створення прозорих рамок для моніторингу з боку громадськості, громадянського суспільства та міжнародної спільноти. | 4 квартал 2025 року |                |
| Реформа 7. Забезпечення доступу до житла для осіб, які його потребують | Набрання чинності змін до Закону України «Про житловий фонд соціального призначення» (або нової редакції цього Закону України) | Міністерство розвитку громад, територій та інфраструктури                                                                                              | Набрав чинності Закон України щодо внесення змін у Закон України «Про житловий фонд соціального призначення» (або нова редакція цього Закону України). Закон України зосереджується на наступних ключових сферах: - створення інституційної основи для забезпечення достатньої пропозиції проєктів соціального житла; - створення прозорої системи моніторингу потреб громадян для забезпечення оперативного реагування на місцевому рівні; - створення прозорої основи для моніторингу з боку громадськості, громадянського суспільства та міжнародної спільноти; - удосконалення спроможності інституційної бази для забезпечення достатньої пропозиції проєктів соціального житла; - удосконалення правил створення та функціонування соціального житла, у тому числі забезпечення дотримання енергоефективності, безпеки та інших стандартів                                                  | 4 квартал 2026 року |                |
| Реформа 8. Покращення соціального забезпечення                         | Набирає чинності постанова Кабінету Міністрів про закупівлю соціальних послуг за кошти державного бюджету на умовах співфінансування з місцевих бюджетів | Міністерство соціальної політики | Постанова Кабінету Міністрів щодо закупівлі соціальних послуг за рахунок коштів державного бюджету прийнята. Постанова є фіскально нейтральною і жодним чином не впливає на боргову стійкість України та зосереджується на наступних основних напрямках: - перехід від фінансування установ до моделі закупівлі соціальних послуг, орієнтованої на результат; - запровадження механізму закупівлі окремих соціальних послуг у зареєстрованих державних та приватних надавачів соціальних послуг на основі встановлених стандартів соціальних послуг та критеріїв для надавачів | 2 квартал 2025 року |                |
| Реформа 9. Покращення культурного розвитку                             | Затвердження Стратегії розвитку української культури | Міністерство культури та інформаційної політики | Розпорядження Кабінету Міністрів про затвердження Стратегії розвитку української культури прийнято. Стратегія визначає такі пріоритетні цілі: - збереження, захист та промоція культурної спадщини і культурних цінностей українського народу як частини європейського культурного простору та збереження національної пам'яті; - забезпечення населення України якісними і доступними культурними послугами та можливостями для творчої самореалізації; - розвиток спроможностей українських культурних інституцій для розширення доступності, поширення кращих практик культурної залученості та зміцнення міжнародних культурних зв'язків; - підтримка сектора креативних індустрій як рушія соціальних інновацій і зайнятості, посилення інституційної спроможності креативних індустрій. | 1 квартал 2025 року |                |
| Інвестиція 1. Інвестиції в освіту                                      | Забезпечення доступу до безпечної та якісної освіти | Міністерство освіти і науки Міністерство фінансів | Звіт Уряду (або звіт Казначейства) показує, що в державних бюджетах на 2024, 2025, 2026 та 2027 роки Уряд виділив, зокрема на регіональний та місцевий рівень (як частина індикатора розділу «Децентралізація» щодо спрямування 20 % на субнаціональний рівень), щонайменше 650 млн євро (у гривневому еквіваленті) на покращення доступу до безпечної та якісної освіти, включаючи дошкільну освіту відповідно до нового законодавства про дошкільну освіту, серед іншого на наступне: - укриття та безпечні умови в навчальних закладах; - шкільні автобуси; - сучасні методи викладання, в тому числі завдяки діджиталізації; - матеріали та обладнання для навчальних закладів; - якісне харчування; - нові центри професійно–технічної освіти (ПТО) на основі потреб ринку у кваліфікованій робочій силі та відповідно до стандартів ефективного ПТО, згідно з новим законодавством про ПТО. | 4 квартал 2027 року |                |
| Інвестиція 1. Інвестиції в освіту                                      | Забезпечення доступу до безпечної та якісної освіти | Міністерство освіти і науки Міністерство фінансів | Проміжний звіт Уряду (або звіт Казначейства) показує, що в державних бюджетах на 2024 та 2025 роки Уряд виділив, зокрема на регіональний та місцевий рівень (як частина індикатора розділу «Децентралізація» щодо спрямування 5 % на субнаціональний рівень), щонайменше 300 млн євро (у гривневому еквіваленті) на покращення доступу до безпечної та якісної освіти, включаючи дошкільну освіту відповідно до нового законодавства про дошкільну освіту, серед іншого на наступне: - укриття та безпечні умови в навчальних закладах; - шкільні автобуси; - сучасні методи викладання, в тому числі завдяки діджиталізації; - матеріали та обладнання для навчальних закладів; - якісне харчування; - нові центри професійно–технічної освіти (ПТО) на основі потреб ринку у кваліфікованій робочій силі та відповідно до стандартів ефективного ПТО, згідно з новим законодавством про ПТО     | 2 квартал 2026 року |                |
| Інвестиція 2. Інвестиції в охорону здоров'я                            | Створення (капітальний ремонт приміщень, реконструкція тощо) належних умов перебування в закладах охорони здоров'я з метою підвищення якості надання медичних послуг | Міністерство охорони здоров'я Міністерство фінансів | Звіт Уряду (або звіт Казначейства) показує, що в державних бюджетах на 2024, 2025, 2026, 2027 роки Уряд виділив щонайменше 400 млн євро (у гривневому еквіваленті) на зміцнення сфери охорони здоров'я, частину з яких буде спрямовано на регіональний рівень (як частина індикатора розділу «Децентралізація» щодо спрямування 20 % на субнаціональний рівень), зокрема, на наступне: - лабораторне обладнання для мікробіологічного, хімічного та фізичного аналізу; - укриття та забезпечення безпеки для закладів охорони здоров'я; - лікарняне обладнання для медичного аналізу, хірургії та догляду за пацієнтами; - інфраструктура та приміщення для закладів охорони здоров'я; - ІТ–системи, бази даних, електронні картки пацієнтів, інформаційні та довідкові послуги для підвищення ефективності та результативності медичних послуг                                                   | 4 квартал 2027 року |                |
| Інвестиція 2. Інвестиції в охорону здоров'я                            | Створення (капітальний ремонт приміщень, реконструкція тощо) належних умов перебування в закладах охорони здоров'я з метою підвищення якості надання медичних послуг | Міністерство охорони здоров'я Міністерство фінансів | Проміжний звіт Уряду (або звіт Казначейства) показує, що в державних бюджетах на 2024 та 2025 роки Уряд виділив щонайменше 200 млн євро (у гривневому еквіваленті) на зміцнення сфери охорони здоров'я, частину з яких буде спрямовано на регіональний рівень (як частина індикатора розділу «Децентралізація» щодо спрямування 5 % на субнаціональний рівень), зокрема, на наступне: - лабораторне обладнання для мікробіологічного, хімічного та фізичного аналізу; - укриття та забезпечення безпеки для закладів охорони здоров'я; - лікарняне обладнання для медичного аналізу, хірургії та догляду за пацієнтами; - інфраструктура та приміщення для закладів охорони здоров'я; - ІТ–системи, бази даних, електронні картки пацієнтів, інформаційні та довідкові послуги для підвищення ефективності та результативності медичних послуг.                                                   | 2 квартал 2026 року |                |
| Інвестиція 3. Інвестиції в соціальну інфраструктуру                    | Відновлення та відбудова пошкоджених/зруйнованих об'єктів соціальної інфраструктури | Міністерство розвитку громад, територій та інфраструктури Міністерство фінансів                                                                        | Звіт Уряду (або звіт Казначейства) показує, що в державних бюджетах на 2026 та 2027 роки Уряд виділив щонайменше 350 млн євро (у гривневому еквіваленті) на відновлення, розбудову (нове будівництво, реконструкцію, капітальний ремонт, реставрацію) пошкодженої/зруйнованої соціальної інфраструктури, зокрема на регіональний рівень (як частина індикатора розділу «Децентралізація» щодо спрямування 20 % на субнаціональний рівень), для ліквідації соціально-економічних та екологічних наслідків, спричинених збройною агресією Російської Федерації проти України, зокрема на регіональний рівень. | 4 квартал 2027 року |                |
| Інвестиція 4a. Компенсація за зруйноване або пошкоджене житло          | Надання компенсації особам, житло яких було пошкоджено або зруйновано внаслідок воєнних дій, терористичних актів, диверсій, спричинених військовою агресією Російської Федерації, на підставі верифікованих даних Державного реєстру майна, пошкодженого та зруйнованого внаслідок воєнних дій, терористичних актів, диверсій, спричинених збройною агресією Російської Федерації проти України | Міністерство розвитку громад, територій та інфраструктури Міністерство фінансів                                                                        | Звіт Уряду (або звіт Казначейства) показує, що в державних бюджетах на 2026 та 2027 роки Уряд виділив щонайменше 600 млн євро (у гривневому еквіваленті) на компенсацію особам, чиє житло було пошкоджено або зруйновано внаслідок воєнних дій, терористичних актів, диверсій, спричинених військовою агресією Російської Федерації проти України, на підставі верифікованих даних Державного реєстру пошкодженого та зруйнованого майна. | 4 квартал 2027 року |                |
| нвестиція 4b. Забезпечення житлом вразливих верств населення           | Надання грошової компенсації для забезпечення житлом: — осіб з інвалідністю І — ІІ групи, які захищали незалежність, суверенітет та територіальну цілісність України; — членів сімей загиблих (померлих) захисників; — внутрішньо переміщених осіб, які захищали незалежність, суверенітет та територіальну цілісність України, а також членів їх сімей                                         | Міністерство у справах ветеранів Міністерство фінансів                                                                                                 | Звіт Уряду (або звіт Казначейства) показує, що в державних бюджетах на 2024, 2025, 2026, 2027 роки Уряд виділив щонайменше 450 млн євро (у гривневому еквіваленті) на забезпечення житлом: - осіб з інвалідністю І–ІІ групи, які захищали незалежність, суверенітет та територіальну цілісність України; - членів сімей загиблих (померлих) захисників; - внутрішньо переміщених осіб, які захищали незалежність, суверенітет та територіальну цілісність України, а також членів їх сімей. | 4 квартал 2027 року |                |
| нвестиція 4b. Забезпечення житлом вразливих верств населення           | Надання грошової компенсації для забезпечення житлом: — осіб з інвалідністю І — ІІ групи, які захищали незалежність, суверенітет та територіальну цілісність України; — членів сімей загиблих (померлих) захисників; — внутрішньо переміщених осіб, які захищали незалежність, суверенітет та територіальну цілісність України, а також членів їх сімей                                         | Міністерство у справах ветеранів Міністерство фінансів                                                                                                 | Проміжний звіт Уряду (або звіт Казначейства) показує, що в державних бюджетах на 2024 та 2025 роки Уряд виділив щонайменше 200 млн євро (у гривневому еквіваленті) на забезпечення житлом: - осіб з інвалідністю І–ІІ групи, які захищали незалежність, суверенітет та територіальну цілісність України; - членів сімей загиблих (померлих) захисників; - внутрішньо переміщених осіб, які захищали незалежність, суверенітет та територіальну цілісність України, а також членів їх сімей. | 2 квартал 2026 року |                |

### Бізнес-середовище
| Реформи та інвестиції | Найменування кроку (кількісні та якісні кроки з впровадження реформ/інвестицій) | Установа, відповідальна за впровадження | Результат | Строк               | Стан виконання |
| --- | --- | --- | --- | ------------------- | -------------- |
| Реформа 1. Поліпшення регуляторного середовища                                                                                      | Прийняття Плану заходів з дерегуляції | Міністерство економіки Державна регуляторна служба інші центральні органи виконавчої влади                                                                 | Розпорядження Кабінету Міністрів про затвердження Плану заходів з дерегуляції прийнято. Основні положення Плану заходів: - скорочення та цифровізація регулювань доступу до ринків; - зміна карально-репресивної моделі державного нагляду (контролю) на превентивну (ризик-орієнтований підхід); - зменшення кількості контрольно-наглядових функцій. | 3 квартал 2024 року | Виконано       |
| Реформа 1. Поліпшення регуляторного середовища                                                                                      | Прийняття Плану заходів з дерегуляції | Міністерство економіки Державна регуляторна служба інші центральні органи виконавчої влади                                                                 | Прийнято та набрало чинності законодавство щодо дерегуляції та спрощення умов ведення бізнесу, яке зосереджено на наступних напрямках: - цифровізація дозвільних і ліцензійних процедур шляхом реалізації експериментального проєкту щодо запровадження Єдиної державної електронної системи дозвільних документів; - скорочення перевірок бізнесу за рахунок запровадження добровільного страхування та аудиту; - врегулювання питання правонаступництва дозвільних документів та ліцензій у разі зміни організаційно-правової форми суб'єкта господарювання. | 3 квартал 2025 року |                |
| Реформа 2. Перезавантаження Бюро економічної безпеки                                                                                | Набрання чинності законом про перегляд нормативно-правової бази Бюро економічної безпеки | Міністерство юстиції, Міністерство фінансів Бюро економічної безпеки                                                                                       | Прийнято та набрав чинності закон щодо перегляду правової основи діяльності Бюро економічної безпеки. Новий закон зосереджується на таких напрямках: - запровадження відкритого, прозорого та конкурентного процесу відбору керівництва та персоналу, відбору нового керівника на основі заслуг за процедурою визначеною законом; - посилення вимог до конкурсної комісії; - запровадження контрактної системи для працівників; - визначення більш чіткого обсягу повноважень; - розроблення механізму атестації персоналу. | 2 квартал 2024 року | Виконано       |
| Реформа 3. Доступ до фінансів та ринків. Впровадження програм стимулювання та фінансування для малих та середніх підприємств (МСП). | Прийняття Стратегії МСП та Плану заходів щодо її реалізації | Міністерство економіки інші центральні органи виконавчої влади                                                                                             | Постанова Кабінету Міністрів про затвердження Стратегії МСП та Плану заходів з її реалізації прийнята та набирає чинності. Стратегія фокусується на таких основних напрямках: - доступ до ринків; - доступ до фінансів та інших ресурсів; - доступ до знань. | 2 квартал 2025 року |                |
| Реформа 3. Доступ до фінансів та ринків. Впровадження програм стимулювання та фінансування для малих та середніх підприємств (МСП). | Набрання чинності законодавством про запровадження підтримки індустріальних парків. | Міністерство економіки інші центральні органи виконавчої влади                                                                                             | Прийняття та набрання чинності постанови Кабінету Міністрів про затвердження Порядку використання бюджетних коштів для впровадження підтримки індустріальних парків, як інструменту залучення інвестицій на деокупованих територіях. | 1 квартал 2024 року | Виконано       |
| Реформа 3. Доступ до фінансів та ринків. Впровадження програм стимулювання та фінансування для малих та середніх підприємств (МСП). | Забезпечення вирішення питань підключення до інженерних мереж. | Міністерство розвитку громад, територій та інфраструктури Національна комісія, що здійснює державне регулювання у сферах енергетики та комунальних послуг  | Закон України про внесення змін до законодавчих актів щодо спрощення приєднання нерухомого майна до зовнішніх інженерних мереж та вдосконалення правового регулювання у сфері трубопровідного транспорту прийнятий і набирає чинності. Закон зосереджується на таких основних сферах: - відкритий доступ до інформації про зовнішні інженерні мережі через публічні електронні реєстри, якщо будуть дозволяти безпекові обставини, що буде визначено в окремих положеннях змін до закону, а також єдиний порядок підключення до зовнішніх інженерних мереж; - включення інформації про зовнішні інженерні мережі до публічних електронних реєстрів державної власності, якщо будуть дозволяти безпекові обставини, що буде визначено в окремих положеннях змін до закону; - включення інформації про охоронні зони зовнішніх інженерних мереж до публічних електронних реєстрів державної власності. | 1 квартал 2026 року |                |
| Реформа 4. Покращення публічних закупівель                                                                                          | Набрання чинності законодавством про гармонізацію законодавства у сфері публічних закупівель із acquis ЄС. Розробка та прийняття нормативно-правових актів, спрямованих на приведення законодавства у сфері публічних закупівель, у тому числі концесій та державно-приватного партнерства, до acquis ЄС | Міністерство економіки інші центральні органи виконавчої влади                                                                                             | Набирають чинності закони України, які приводять законодавство у сфері державних закупівель у відповідність із acquis ЄС і спрямовані на: - подальше приведення національного законодавства у відповідність із класичними та комунальними директивами щодо державних закупівель, сфери застосування Закону про державні закупівлі та винятків із нього, розмежування регулювання закупівель, які не мають прямого відношення до військових потреб, що здійснюються замовниками у сфері безпеки та оборони; - подальше приведення національного законодавства про концесії та ДПП із acquis ЄС; - удосконалення системи електронних закупівель, що включає розвиток електронних контрактів у системі Prozorro та оперативну сумісність з системою DREAM та іншими державними ІТ системами за можливістю.                                                                                              | 3 квартал 2027      |                |
| Реформа 5. Гармонізація законодавства та стандартів з Європейським Союзом                                                           | Набрання чинності законодавством щодо відновлення заходів ринкового нагляду та контролю за нехарчовою продукцією, в тому числі перевірок безпечності продукції | Міністерство економіки інші центральні органи виконавчої влади                                                                                             | З метою відновлення заходів ринкового нагляду та контролю нехарчової продукції, у тому числі перевірок безпеки продукції, прийнята та набрала чинності постанова Кабінету Міністрів про внесення змін до постанови Кабінету Міністрів від 13 березня 2022 року № 303 «Про припинення заходів державного нагляду (контролю) і державного ринкового нагляду в умовах воєнного стану» (щодо виключення державного ринкового нагляду зі сфери її застосування) та визнання такою, що втратила чинність, постанови Кабінету Міністрів від 3 травня 2022 року № 550 «Про припинення здійснення державного контролю нехарчової продукції в умовах воєнного стану» | 4 квартал 2024 року |                |
| Реформа 5. Гармонізація законодавства та стандартів з Європейським Союзом                                                           | Прийняття гармонізованих стандартів для трьох груп промислової продукції | Міністерство економіки Державне підприємство «Український науково-дослідний і навчальний центр проблем стандартизації, сертифікації та якості» (за згодою) | Європейські стандарти для 3 груп промислових товарів (машини, електромагнітна сумісність обладнання, низьковольтне електрообладнання) прийнято, як національні, методом перекладу. | 3 квартал 2025 року |                |
| Реформа 6. Усунення несвоєчасної оплати                                                                                             | Набрання чинності законодавством про боротьбу з простроченням платежів | Міністерство економіки | Зміни до законодавства, що узгоджуються з положеннями Директиви 2011/7/ЄС про боротьбу з простроченими платежами у комерційних операціях, прийняті та набирають чинності | 4 квартал 2027 року |                |
| Інвестиція 1. Інвестиції у фінансову підтримку мікропідприємств та МСП                                                              | Забезпечення розвитку грантової програми підтримки бізнесу, у тому числі єРобота, а також програми «Доступні кредити 5-7-9 %». | Міністерство економіки, Міністерство фінансів | Звіт Уряду (або Звіт Казначейства), який показує, що в державних бюджетах на 2024, 2025, 2026, 2027 роки Уряд виділив щонайменше 1,75 млрд євро (у гривневому еквіваленті) на фінансову підтримку мікропідприємств, МСП та особливо малих та середніх переробних підприємств, також відповідно до нової Стратегії та Плану дій щодо МСП, коли вони будуть прийняті, і де це доречно, що може включати як корпоративне кредитування, так і гранти, які будуть розподілятися на основі прозорих критеріїв. Корпоративне кредитування здійснюватиметься через фінансових посередників. Гранти надаватимуться через спеціальні організації з відповідними ресурсами та можливостями, а також через фінансових посередників. | 4 квартал 2027 року |                |
| Інвестиція 1. Інвестиції у фінансову підтримку мікропідприємств та МСП                                                              | Забезпечення розвитку грантової програми підтримки бізнесу, у тому числі єРобота, а також програми «Доступні кредити 5-7-9 %». | Міністерство економіки, Міністерство фінансів | Проміжний звіт Уряду (або Звіт Казначейства), який показує, що в державних бюджетах на 2024 та 2025 роки Уряд виділив щонайменше 800 млн євро (у гривневому еквіваленті) на фінансову підтримку мікропідприємств, МСП та особливо малих та середніх переробних підприємств, також відповідно до нової Стратегії та Плану дій щодо МСП, коли вони будуть прийняті, і де це доречно, що може включати як корпоративне кредитування, так і гранти, які будуть розподілятися на основі прозорих критеріїв. Корпоративне кредитування здійснюватиметься через фінансових посередників. Гранти надаватимуться через спеціальні організації з відповідними ресурсами та можливостями, а також через фінансових посередників. | 2 квартал 2026 року |                |

### Децентралізація та регіональна політика
| Реформи та інвестиції                                                                                                | Найменування кроку (кількісні та якісні кроки з впровадження реформ/інвестицій) | Установа, відповідальна за впровадження | Результат | Строк               | Стан виконання |
| --- | --- | --- | --- | ------------------- | -------------- |
| Реформа 1. Просування реформи децентралізації                                                                        | Набрання чинності законодавством щодо реформування територіальної організації виконавчої влади в Україні | Міністерство розвитку громад, територій та інфраструктури | Закон України «Про внесення змін до Закону України „Про місцеві державні адміністрації“ та деяких інших законодавчих актів України щодо реформування територіальної організації виконавчої влади в Україні» прийнято та набирає чинності протягом 12 місяців з дня припинення або скасування воєнного стану в Україні, підзаконні нормативно-правові акти для імплементації Закону України прийнято після набрання ним чинності. Закон України зосереджується на переформатуванні місцевих державних адміністрацій в органи префектурного типу з метою організації домірної системи забезпечення законності в діяльності органів місцевого самоврядування, забезпечення координації територіальних органів центральних органів виконавчої влади при реалізації державної політики на місцях. | 1 квартал 2025 року |                |
| Реформа 1. Просування реформи децентралізації                                                                        | Схвалення та публікація на веб-порталі міністерства дослідження щодо необхідних заходів для надання територіальним громадам статусу юридичної особи                                                                   | Міністерство розвитку громад, територій та інфраструктури Міністерство юстиції | Результати дослідження щодо можливості надання територіальним громадам статусу юридичної особи опубліковані на офіційному веб-порталі Міністерства розвитку громад, територій та інфраструктури. | 2 квартал 2025 року |                |
| Реформа 1. Просування реформи децентралізації                                                                        | Набрання чинності законодавством для забезпечення оптимального розмежування повноважень між органами місцевого самоврядування та органами виконавчої влади                                                            | Міністерство розвитку громад, територій та інфраструктури за участі Міністерства освіти і науки, Міністерства охорони здоров'я, Міністерства культури та інформаційної політики, Міністерства соціальної політики, Міністерства молоді та спорту, Міністерства фінансів, інших центральні органи виконавчої влади | Набрали чинності зміни до Закону України «Про місцеве самоврядування в Україні» та галузевого законодавства. Ці законодавчі зміни спрямовані на оптимальний розподіл повноважень між органами місцевого самоврядування та органами виконавчої влади за принципами субсидіарності та децентралізації сприятиме усуненню конфлікту повноважень між сільськими, селищними, міськими радами і районними радами, забезпеченню доступності та належній якості публічних послуг на місцевому рівні, ефективному використанню бюджетних коштів | 1 квартал 2026 року |                |
| Реформа 2. Посилення інструментів залучення громадян до процесів прийняття рішень на місцевому рівні                 | Набрання чинності законодавством про публічні консультації з питань державної політики | Міністерство юстиції | Закон України «Про публічні консультації» прийнято та набирає чинності через 12 місяців з дня припинення або скасування воєнного стану в України. Закон України запустить правовий механізм проведення публічних консультацій під час формування та реалізації державної політики, вирішення питань місцевого значення, що створить передумови для узгодженого, ефективного та результативного процесу реалізації політики та прийняття рішень. | 1 квартал 2025 року |                |
| Реформа 3. Посилення розробки та реалізації регіональної політики                                                    | Набрання чинності постановою Кабінету Міністрів про внесення змін до Державної стратегії регіонального розвитку на 2021—2027 роки                                                                                     | Міністерство розвитку громад, територій та інфраструктури | Прийнято постанову Кабінету Міністрів «Про внесення змін до Державної стратегії регіонального розвитку на 2021—2027 роки, затвердженої постановою Кабінету Міністрів України від 5 серпня 2020 р. № 695». Постанова Кабінету Міністрів спрямована на: - розвиток багаторівневого врядування, наближення системи управління регіональним розвитком до процедур та кращих практик ЄС; - сприяння розбудові партнерств, міжмуніципальному, міжрегіональному та транскордонному співробітництву; - розвиток інституційної спроможності територіальних громад та регіонів у розрізі проєктного менеджменту, цифровізації, антикорупції та стратегічного планування. | 3 квартал 2024 року | Виконано       |
| Реформа 3. Посилення розробки та реалізації регіональної політики                                                    | Набрання чинності законодавства для розвитку містобудування на місцевому рівні | Міністерство розвитку громад, територій та інфраструктури | Прийнято постанови Кабінету Міністрів щодо затвердження Порядку ведення містобудівного кадастру державного рівня, Єдиного державного адресного реєстру, Єдиного державного реєстру будівель і споруд, Єдиного державного реєстру адміністративно-територіальних одиниць, внесення змін до постанов Кабінету Міністрів, що регулюють розроблення містобудівної документації у формі електронних документів, ведення Єдиної державної електронної системи у сфері будівництва, інтеграції та інформаційної взаємодії реєстрів та кадастрів державного, регіонального та місцевого рівня. | 4 квартал 2024 року |                |
| Інвестиція 1. Інвестиції на потреби відновлення, реконструкції та модернізації субнаціональних органів влади України | Виділення безповоротної фінансової підтримки в рамках Компоненту I Ukraine Facility для покриття потреб у відновленні, відбудові та модернізації регіональних органів влади України, зокрема місцевого самоврядування | Міністерство розвитку громад, територій та інфраструктури, Міністерство фінансів | Проміжний звіт, який показує, що щонайменше 5 % безповоротної фінансової підтримки в рамках Компоненту І Ukraine Facility було спрямовано на потреби відновлення, реконструкції та модернізації субнаціональних органів влади України. | 2 квартал 2026 року |                |
| Інвестиція 1. Інвестиції на потреби відновлення, реконструкції та модернізації субнаціональних органів влади України | Виділення безповоротної фінансової підтримки в рамках Компоненту I Ukraine Facility для покриття потреб у відновленні, відбудові та модернізації регіональних органів влади України, зокрема місцевого самоврядування | Міністерство розвитку громад, територій та інфраструктури, Міністерство фінансів | Звіт, який показує, що щонайменше 20 % безповоротної фінансової підтримки в рамках Компоненту І Ukraine Facility було спрямовано на потреби відновлення, реконструкції та модернізації субнаціональних органів влади України, зокрема органів місцевого самоврядування | 4 квартал 2027 року |                |

### Енергетичний сектор
| Реформи та інвестиції | Найменування кроку (кількісні та якісні кроки з впровадження реформ/інвестицій)                                                           | Установа, відповідальна за впровадження                                                                     | Результат | Строк               | Стан виконання |
| --- | --- | --- | --- | ------------------- | -------------- |
| Реформа 1. Інтегрований національний план з енергетики та клімату                                                                                       | Розроблення та затвердження Інтегрованого національного плану з енергетики та клімату                                                     | Міністерство економіки                                                                                      | Розпорядження Кабінету Міністрів про затвердження Інтегрованого національного плану з енергетики та клімату для встановлення національних цілей кліматичної нейтральності та забезпечення належного планування набирає чинності після належного врахування рекомендацій Енергетичного Співтовариства. План встановлює цілі, які повинні бути досягнені до 2030 року: - ціль скорочення викидів парникових газів, у тому числі за допомогою ринкових механізмів ціноутворення на вуглець; - частка відновлюваних джерел енергії у валовому кінцевому споживанні енергії; - цільові показники енергозбереження первинне та кінцеве споживання енергії. | 2 квартал 2024 року | Виконано       |
| Реформа 2. Вдосконалення нормативно–правової бази для збільшення частки відновлюваної енергетики та забезпечення стабільної роботи енергосистеми        | Запровадження ринкової концепції відновлюваної енергетики                                                                                 | Міністерство енергетики                                                                                     | Прийнято та набирає чинності законодавча та нормативна база для стимулювання інвестицій у ВДЕ, що відповідає вимогам Європейського Союзу, а саме необхідні процедури та документи для проведення аукціонів. Буде запроваджено/внесено зміни до постанови Кабінету Міністрів «Про внесення змін до постанови Кабінету Міністрів від 29 грудня 2019 року № 1175» щодо удосконалення Порядку проведення аукціонів з розподілу квоти підтримки прийнято та набирає чинності. | 4 квартал 2024 року |                |
| Реформа 2. Вдосконалення нормативно–правової бази для збільшення частки відновлюваної енергетики та забезпечення стабільної роботи енергосистеми        | Вдосконалення дозвільних процедур для інвестицій у ВДЕ                                                                                    | Міністерство енергетики                                                                                     | Законодавство щодо скорочення дозвільних процедур для інвестицій у відновлювану енергетику відповідно до правил Європейського Союзу прийнято та набирає чинності. | 3 квартал 2026 року |                |
| Реформа 2. Вдосконалення нормативно–правової бази для збільшення частки відновлюваної енергетики та забезпечення стабільної роботи енергосистеми        | Впровадження Дорожньої карти процесу відокремлення надбавки за відновлювану енергію від тарифу на передачу                                | Національна комісія, що здійснює державне регулювання у сферах енергетики та комунальних послуг (за згодою) | Розроблення та затвердження Дорожньої карти процесу відокремлення надбавки на відновлювану енергію від тарифу на передачу із визначенням необхідних законодавчих актів та термінів впровадження. | 2 квартал 2025 року |                |
| Реформа 3. Реформа ринку електроенергії | Прийняття законодавства для інтеграційного пакету електроенергії                                                                          | Міністерство енергетики                                                                                     | Прийнято та набирає чинності Законодавство України щодо транспозиції положень Інтеграційного пакету електроенергії. Законодавство, що узгоджує національне законодавство України з пакетом інтеграції електроенергетики, який був включений до acquis Енергетичного Співтовариства у грудні 2022 року. Інтеграційний пакет електроенергії наблизить законодавство до таких актів, мережевих кодексів і керівних принципів: - Директива про електроенергію (ЄС) 2019/944 (переглянута); - Р егламент про електроенергетику (ЄС) 2019/943; - Регламент про готовність до ризиків (ЄС) 2019/941 (переглянутий); - Регламент ACER (ЄС) 2019/942; - п'ять мережевих кодексів і керівних принципів встановлюють детальні правила, пов'язані з різними сегментами ринку і роботою системи: настанова з розподілу форвардних потужностей; настанова з розподілу пропускної спроможності та управління перевантаженнями; інструкція з балансування електроенергії; інструкція з експлуатації системи; мережевий код про надзвичайні ситуації та відновлення.                                  | 4 квартал 2025 року |                |
| Реформа 3. Реформа ринку електроенергії | Прийняття законодавства щодо зміни умов оподаткування учасників ринку електричної енергі                                                  | Міністерство енергетики                                                                                     | Законодавство про зміну режиму непрямого оподаткування учасників ринку електроенергії з метою сприяння об'єднанню ринків на добу наперед і внутрішньодобових ринків з ринками на добу наперед і внутрішньодобовими ринками суміжних держав та операцій, пов'язаних з експортом та імпортом електроенергії в межах рамок імплементації законодавства Енергетичного Співтовариства, запровадженого рішенням Ради Міністрів Енергетичного Співтовариства від 15 грудня 2022 року № D/2022/03/MC–EnС, а саме внесення змін до Податкового кодексу України та внесення змін до Митного кодексу України прийнято та набирає чинності для забезпечення інтеграції ринку та з'єднання ринку. Перелік конкретних законів буде доопрацьовано після ухвалення базового Закону України про транспозицію інтеграційного пакету електроенергії. | 2 квартал 2026 року |                |
| Реформа 3. Реформа ринку електроенергії | Призначення номінованого оператора ринку електричної енергії                                                                              | Національна комісія, що здійснює державне регулювання у сферах енергетики та комунальних послуг (за згодою) | Номінований оператор ринку електричної енергії, визначений Національною комісією, що здійснює державне регулювання у сферах енергетики та комунальних послуг, призначений. | 4 квартал 2025 року |                |
| Реформа 3. Реформа ринку електроенергії | Імплементація Закону про REMIT | Національна комісія, що здійснює державне регулювання у сферах енергетики та комунальних послуг (за згодою) | Прийнято та набирає чинності вторинне законодавство про право REMIT. Національною комісією, що здійснює державне регулювання у сферах енергетики та комунальних послуг затверджено наступні процедури та вимоги: - порядок набуття, призупинення і припинення статусу адміністратора передачі даних; - порядок функціонування платформ інсайдерської інформації; - вимоги щодо забезпечення доброчесності та прозорості на оптовому енергетичному ринку; - порядок подання інформації щодо вчинення господарсько–торговельних операцій з оптовими енергетичними продуктами. Підготовка Технічного завдання на розроблення інформаційної системи для забезпечення виконання функцій Національної комісії, що здійснює державне регулювання у сферах енергетики та комунальних послуг, система буде об'єднана із системами операторів ринку, платформами інсайдерської інформації, адміністраторами передачі даних і виявлятиме інформацію, що свідчить про наявність зловживань. | 3 квартал 2024 року |                |
| Реформа 4. Лібералізація цін на електроенергію та природний газ                                                                                         | Прийняття Дорожньої карти поступової лібералізації ринку газу та електроенергії, яка має бути реалізована після закінчення воєнного стану | Міністерство енергетики                                                                                     | Кабінет Міністрів схвалив Дорожню карту поступової лібералізації ринку газу та електроенергії з кроками, які необхідно вжити та відповідними термінами, які мають бути реалізовані після закінчення воєнного стану. Дорожня карта базуватиметься на технічному аналізі для розуміння фінансового стану сектору. Дорожня карта буде зосереджена на: - кроках, необхідних для реформування ПСО з метою поступової лібералізації ринкових цін після скасування воєнного стану; - кроках, які необхідно вжити для забезпечення належного захисту вразливих споживачів після лібералізації цін для домогосподарств, включаючи нову структуру системи субсидій для вразливих споживачів, який покращує адресність та забезпечує належний рівень захисту, а також підготовчі кроки, які мають бути реалізовані до закінчення воєнного стану, такі як визначення вразливих груп населення та пов'язане з цим цифрове рішення. | 2 квартал 2026 року |                |
| Реформа 5. Забезпечення незалежності Національної комісії, що здійснює державне регулювання у сферах енергетики та комунальних послуг                   | Забезпечення незалежності Національної комісії, що здійснює державне регулювання у сферах енергетики та комунальних послуг                | Національна комісія, що здійснює державне регулювання у сферах енергетики та комунальних послуг (за згодою) | Прийняті та набирають чинності зміни до Закону України від 24 серпня 2023 року № 3354–IX «Про правотворчу діяльність», які звільняють рішення Національної комісії, що здійснює державне регулювання у сферах енергетики та комунальних послуг, які є нормативно–правовими актами, від передбаченої законом процедури державної реєстрації. Зміни акцентують увагу на таких аспектах: - забезпечення незалежності Регулятора, передбаченої Директивою Європейського Парламенту та Ради 2009/72/ЄС від 13 липня 2009 року про спільні правила внутрішнього ринку електроенергії і Директивою Європейського Парламенту та Ради 2009/73/ЄС від 13 липня 2009 року про спільні правила внутрішнього ринку природного газу; - виконання статті 5 Закону України «Про Національну комісію, що здійснює державне регулювання у сферах енергетики та комунальних послуг» про заборону державним органам втручатись в діяльність Регулятора. | 4 квартал 2024 року |                |
| Реформа 5. Забезпечення незалежності Національної комісії, що здійснює державне регулювання у сферах енергетики та комунальних послуг                   | Визначення спеціального статусу Національної комісії, що здійснює державне регулювання у сферах енергетики та комунальних послуг          | Національна комісія, що здійснює державне регулювання у сферах енергетики та комунальних послуг (за згодою) | Прийняті та набирають чинності зміни до Закону України «Про Національну комісію, що здійснює державне регулювання у сферах енергетики та комунальних послуг» та інших актів, якими буде визначено спеціальний статус для забезпечення незалежності Регулятора, як це передбачено Директивою 2009/72/ ЄС Європейського Парламенту та Ради від 13 липня 2009 року про спільні правила внутрішнього ринку електроенергії та Директива 2009/73/ЄС Європейського парламенту та Ради від 13 липня 2009 року про спільні правила внутрішнього ринку в природних газу. | 4 квартал 2025 року |                |
| Реформа 6. Підвищення ефективності сектору централізованого теплопостачання                                                                             | Скасування мораторію на підвищення тарифів на тепло та гарячу воду                                                                        | Міністерство розвитку громад, територій та інфраструктури                                                   | Скасування мораторію, запровадженого Законом України від 27 липня 2023 року № 2479–IX «Про особливості регулювання відносин на ринку природного газу та у сфері теплопостачання під час дії воєнного стану та подальшого відновлення їх функціонування» з метою досягнення економічно обґрунтованих тарифів на тепло та гарячу воду | 4 квартал 2025 року |                |
| Реформа 6. Підвищення ефективності сектору централізованого теплопостачання                                                                             | Прийняття Державної цільової економічної програми енергомодернізації теплогенеруючих підприємств на період до 2030 року                   | Міністерство розвитку громад, територій та інфраструктури                                                   | Прийняття Кабінетом Міністрів Державної цільової економічної програми енергетичної модернізації підприємств–виробників теплової енергії до 2030 року", яка спрямована на: - визначення заходів для підвищення стійкості, якості та доступності послуг з теплопостачання; - визначення заходів для підтримки декарбонізації, скорочення викидів парникових газів та розширення використання відновлюваних джерел енергії; - забезпечення впровадження заходів щодо посилення навичок управління та менеджменту для місцевих органів влади у секторі централізованого теплопостачання. | 4 квартал 2025 року |                |
| Реформа 6. Підвищення ефективності сектору централізованого теплопостачання                                                                             | Підтримка розвитку ефективного та більш стійкого централізованого теплопостачання                                                         | Міністерство розвитку громад, територій та інфраструктури                                                   | Набрав чинності Закон України «Про внесення змін до деяких законів України щодо підтримки розвитку ефективного та сталого централізованого теплопостачання», який спрямовано на: - встановлення чітких правил підключення/відключення до мереж, зон пріоритетного розвитку систем централізованого теплопостачання; - удосконалення процедур встановлення індивідуальних теплових пунктів у багатоквартирних будинках для забезпечення належного дистанційного контролю та управління попитом. | 3 квартал 2025 року |                |
| Реформа 7. Підвищення енергоефективності в громадських будівлях та удосконалення процедур публічних закупівель з урахуванням вимог з енергоефективності | Прийняття Стратегії термомодернізації будівель на період до 2050 року та Плану заходів з її реалізації                                    | Міністерство розвитку громад, територій та інфраструктури                                                   | Прийняття Кабінетом Міністрів акту «Про схвалення Стратегії термомодернізації будівель на період до 2050 року та Плану заходів з її реалізації», спрямований на запровадження ринкових фінансових інструментів та стимулів, що містить дорожню карту із політичними заходами, в тому числі спрямованими на підтримку впровадження будівель з майже нульовим споживанням енергії. | 2 квартал 2024 року | Виконано       |
| Реформа 7. Підвищення енергоефективності в громадських будівлях та удосконалення процедур публічних закупівель з урахуванням вимог з енергоефективності | Встановлення мінімальних вимог до енергоефективності будівель а також продукції, на які поширюється законодавство ЄС про екодизайн        | Міністерство розвитку громад, територій та інфраструктури                                                   | Прийняття Кабінетом Міністрів актів про встановлення мінімальних вимог до енергоефективності будівель, а також для продукції, на яку поширюється законодавство Європейського Союзу з екодизайну, Міністерством розвитку громад, територій та інфраструктури прийняло акти про встановлення вимог до енергоефективності продукції, на яку поширюється законодавство Європейського Союзу з енергетичного маркування. | 3 квартал 2026 року |                |
| Реформа 7. Підвищення енергоефективності в громадських будівлях та удосконалення процедур публічних закупівель з урахуванням вимог з енергоефективності | Встановлення мінімальних вимог до енергоефективності будівель а також продукції, на які поширюється законодавство ЄС про екодизайн        | Міністерство економіки                                                                                      | Прийнято і набрав чинності наказ Міністерства економіки щодо застосування встановлених актами Кабінету Міністрів та Міністерства розвитку громад, територій та інфраструктури вимог з енергетичного маркування та екодизайну, як обов'язкових мінімальних критеріїв під час здійснення публічних закупівель. Ці вимоги встановлюють мінімальні рівні енергоефективності для будівель та продукції, які підпадають під дію національних стандартів, узгоджених із законодавством ЄС щодо енергетичного маркування та екодизайну. Зміст наказу доведено до замовників у сфері публічних закупівель. | 1 квартал 2027 року |                |
| Інвестиції 1. Інвестиції в енергетичну інфраструктуру                                                                                                   | Інвестиції для зміцнення енергетичної інфраструктури України                                                                              | Міністерство розвитку громад, територій та інфраструктури Міністерство енергетики Міністерство фінансів     | Звіт Уряду (або Звіт Казначейства) який показує, що в державних бюджетах на 2026, 2027 роки Уряд виділив щонайменше 550 млн євро (у гривневому еквіваленті) на зміцнення енергетичної інфраструктури України, в тому числі на регіональний рівень (як частина індикатора розділу «Децентралізація» щодо спрямування 20 % на субнаціональний рівень), серед іншого, на наступне: - підвищення енергоефективності у сфері централізованого теплопостачання, відповідно до Державної цільової економічної програми енергомодернізації теплопостачальних підприємств на період до 2030 року; - фінансовий внесок до Фонду енергоефективності для підтримки підвищення енергоефективності в житлово-комунальному господарстві; - підвищення енергоефективності в будівлях бюджетної сфери відповідно до Стратегії термомодернізації будівель на період до 2050 року; - фізичний захист енергетичної інфраструктури України; - підтримка розвитку відновлюваних джерел енергії відповідно до нової ринкової бази для відновлюваної енергетики та будівництва високоманеврових потужностей. | 4 квартал 2027      |                |

### Транспорт
| Реформи та інвестиції                                         | Найменування кроку (кількісні та якісні кроки з впровадження реформ/інвестицій)                                                       | Установа, відповідальна за впровадження                                                                                                 | Результат | Строк               | Стан виконання |
| ------------------------------------------------------------- | --- | --- | --- | ------------------- | -------------- |
| Реформа 1. Комплексне планування розвитку транспортної галузі | Прийняття оновленої Національної транспортної стратегії України на період до 2030 року                                                | Міністерство розвитку громад, територій та інфраструктури                                                                               | Прийнято розпорядження Кабінету Міністрів щодо оновлення Національної транспортної стратегії України на період до 2030 року. Стратегія зосереджуватиметься на досягненні таких основних стратегічних цілей: - відбудова та розвиток конкурентоспроможної та ефективної транспортної системи з урахуванням політик та стандартів Європейського Союзу, зокрема щодо транс'європейських транспортних мереж та цілей декарбонізації транспортного сектору, визначених на міжнародному та європейському рівнях (у тому числі шляхом розвитку напрямків залізничних, автомобільних та внутрішніх водних шляхів, включених до індикативних карт мережі TEN-T, цифровізації управління транспортною системою тощо); - якісні пасажирські перевезення та безперешкодна мобільність; - безпечний для людини та навколишнього середовища енергоефективний транспорт. | 4 квартал 2024 року |                |
| Реформа 2. Розвиток експортно-логістичного потенціалу України | Прийняття Стратегії розвитку та розбудови прикордонної інфраструктури з країнами-членами Європейського Союзу та Молдовою до 2030 року | Міністерство розвитку громад, територій та інфраструктури                                                                               | Прийнято Стратегію розвитку та розбудови прикордонної інфраструктури з країнами-членами Європейського Союзу та Молдовою до 2030 року. Стратегія зосереджуватиметься на таких основних сферах: - реконструкція пунктів пропуску на кордоні з Польщею, Словаччиною, Угорщиною, Румунією; - створення мережі сервісних зон; - спрощення процедур перетину кордону (цифровізація та запровадження спільного контролю) відповідно до стандартів Європейського Союзу. | 4 квартал 2024 року |                |
| Реформа 3. Лібералізація у сфері залізничного транспорту      | Прийняття Закону України «Про залізничний транспорт України», набрання чинності прикінцевими положеннями Закону                       | Міністерство розвитку громад, територій та інфраструктури                                                                               | Прийнято Закон України «Про залізничний транспорт України», який впроваджує норми законодавства Європейського Союзу, та набрали чинності прикінцеві положення Закону. Закон буде спрямований на такі ключові напрямки: - створення законодавчих умов для функціонування конкурентного ринку пасажирських і вантажних перевезень, зокрема, забезпечення рівноправного доступу перевізників до залізничної інфраструктури; - створення нових державних органів відповідно до законодавства Європейського Союзу, які здійснюватимуть публічне управління на конкурентному транспортному ринку (регулятор та орган з безпеки); - функціональне розділення оператора інфраструктури та перевізників; - впровадження системи безпеки залізничного руху; - запровадження технічного розслідування залізничних аварій; - встановлення правових основ технічного регулювання забезпечення інтероперабельності (здатності залізничного транспорту підтримувати безпечний рух); - новий підхід до забезпечення соціально важливого транспорту (PSO) | 4 квартал 2025 року |                |
| Реформа 3. Лібералізація у сфері залізничного транспорту      | Прийняття підзаконних нормативно-правових актів на виконання законодавства про залізничний транспорт України                          | Міністерство розвитку громад, територій та інфраструктури                                                                               | Розроблено та прийнято основні підзаконні нормативно-правові акти на виконання Закону України «Про залізничний транспорт України» для запровадження механізмів функціонування ринку залізничних перевезень, зокрема стосовно: рівноправного доступу до інфраструктури, ліцензування перевізників, системи управління безпекою, порядку організації суспільно важливих перевезень пасажирів (PSO). | 4 квартал 2027 року |                |
| Реформа 4. Покращення судноплавства та портових послуг        | Набрання чинності законодавством про торговельне мореплавство та судноплавство на внутрішніх водних шляхах                            | Міністерство розвитку громад, територій та інфраструктури, Державна служба морського і внутрішнього водного транспорту та судноплавства | Набирає чинності Закон України «Про внесення змін до деяких законодавчих актів України щодо торговельного мореплавства та судноплавства на внутрішніх водних шляхах». Закон України буде зосереджений на таких ключових напрямках: - визначення та регулювання принципів забезпечення безпеки судноплавства в територіальному морі, внутрішніх морських водах, морських портах та внутрішніх водних шляхах; - удосконалення механізму імплементації міжнародного режиму охорони суден і морських портів; - визначення детального механізму контролю суден у морському порту; - перегляд функцій центрального органу виконавчої влади, що реалізує державну політику у сферах морського і внутрішнього водного транспорту і судноплавства в Кодексі торговельного мореплавства, Законах України «Про транспорт», «Про внутрішній водний транспорт» та «Про морські порти України» з метою усунення дублювання законодавчих норм та уточнення розподілу компетенції, зокрема, з центральним органом виконавчої влади, що забезпечує формування та реалізацію державної політики у сферах морського та внутрішнього водного транспорту; - спрощення адміністративних процедур, більш чіткий перелік повноважень державних органів, усунення зайвих адміністративних бар'єрів, документів тощо. | 2 квартал 2026 року |                |
| Реформа 4. Покращення судноплавства та портових послуг        | Забезпечення повної відповідності положенням Регламенту ЄС 2017/352 щодо Регламенту портових послуг                                   | Міністерство розвитку громад, територій та інфраструктури, Державна служба морського і внутрішнього водного транспорту та судноплавства | Перегляд та внесення змін до національного законодавства (підзаконних нормативно-правових актів) з метою повного приведення у відповідність до положень Регламенту ЄС 2017/352 щодо Регламенту портових послуг. | 1 квартал 2027 року |                |
| Інвестиція 1. Інвестиції в транспортну інфраструктуру         | Інвестування не менше 350 млн євро в транспортну інфраструктуру                                                                       | Міністерство розвитку громад, територій та інфраструктури, Міністерство фінансів                                                        | Звіт Уряду (або звіт Казначейства), який показує, що в державних бюджетах на 2026 та 2027 роки Уряд виділив щонайменше 350 млн євро (в гривневому еквіваленті) на будівництво, реконструкцію, відновлення, модернізацію та оновлення пошкоджених та зруйнованих об'єктів транспортної інфраструктури відповідно до Національної транспортної стратегії України на період до 2030 року, в тому числі частину з яких буде спрямовано на регіональний рівень (як частина індикатора розділу «Децентралізація» щодо спрямування 20 % на субнаціональний рівень), зокрема у наступних секторах: - залізничний транспорт (відповідно до нового законодавства про залізничний транспорт України); - морське та річкове судноплавство (відповідно до нового законодавства про торговельне мореплавство та судноплавство на внутрішніх водних шляхах); - дорожнє господарство; - авіація; та пунктів перетину кордону (відповідно до Стратегії розвитку та розширення прикордонної інфраструктури з країнами-членами Європейського Союзу та Республікою Молдова до 2030 року). | 4 квартал 2027 року |                |

### Агропродовольчий сектор
| Реформи та інвестиції | Найменування кроку (кількісні та якісні кроки з впровадження реформ/інвестицій)                                                 | Установа, відповідальна за впровадження               | Результат | Строк               | Стан виконання |
| --- | --- | ----------------------------------------------------- | --- | ------------------- | -------------- |
| Реформа 1. Узгодження інституційних рамок сільського господарства і розвитку сільських територій із політикою Європейського Союзу (ЄС) | Ухвалення Стратегії розвитку сільського господарства та сільських територій на період до 2030 року                              | Міністерство аграрної політики та продовольства       | Стратегію розвитку сільського господарства та сільських територій на період до 2030 року ухвалено. Стратегія зосереджується на таких основних напрямах: - адаптація української політики розвитку сільського господарства та сільських районів в контексті підготовки до вступу в ЄС з урахуванням сфер особливого інтересу України, таких як земельна реформа, зрошення, відновлення після війни та підтримка розвитку; - інституційне зміцнення та розбудова спроможності для розроблення необхідних систем; - прискорення процесу узгодження правових актів у секторі сільського господарства та санітарного і фітосанітарного контролю зі стандартами ЄС; - сприяння розвитку малих виробників та сільських громад; - визначення базових і цільових показників екологічних і кліматичних дій, розробка науково-обґрунтованого програмування та ефективного фінансового управління та можливостей контролю. | 4 квартал 2024 року |                |
| Реформа 1. Узгодження інституційних рамок сільського господарства і розвитку сільських територій із політикою Європейського Союзу (ЄС) | Створення системи Farm Sustainability Data Network (FSDN)                                                                       | Міністерство аграрної політики та продовольства       | Уніфікована з ЄС система FSDN, буде створена при Мінагрополітики та розпочне роботу. Система дозволить відстежувати ситуацію в агросекторі та приймати зважені рішення щодо призначення державної підтримки сільгоспвиробникам | 1 квартал 2027 року |                |
| Реформа 2. Забезпечення функціонування ринку земл                                                                                      | Впровадження автоматичного обміну даними між Державним земельним кадастром та Державним реєстром речових прав на нерухоме майно | Міністерство аграрної політики та продовольства       | Протоколи інформаційної взаємодії між Державним земельним кадастром та Державним реєстром речових прав на нерухоме майно забезпечують автоматичну передачу до Державного земельного кадастру відомостей про ціну (вартість) об'єкта нерухомого майна та речових прав на нього. | 1 квартал 2024 року |                |
| Реформа 2. Забезпечення функціонування ринку земл                                                                                      | Автоматизована система публічного моніторингу земельних відносин введена в експлуатацію                                         | Міністерство аграрної політики та продовольства       | Введено у експлуатацію автоматизовану систему публічного моніторингу земельних відносин, яка функціонує в рамках ведення Державного земельного кадастру. Введено в дію геоінформаційну систему масової оцінки земель, яка функціонує у складі програмного забезпечення Державного земельного кадастру. | 1 квартал 2025 року |                |
| Реформа 3. Покращення інституційної та адміністративної структури для управління інвестиційними програмами.                            | Набрання чинності законодавством про державну підтримку сільського господарства України.                                        | Міністерство аграрної політики та продовольства       | Закон про внесення змін до Закону України «Про державну підтримку сільського господарства України» ухвалений і набув чинності. Закон зосереджується на таких основних напрямах: - розробка майбутніх заходів державної підтримки, у тому числі в окремих секторах на основі галузевого та SWOT-аналізу, які відповідають стандартам ЄС і acquis ЄС; - розробка заходів для підтримки сільськогосподарського виробництва для малих фермерських господарств щодо здійснення приватних інвестицій (фізичні активи сільськогосподарських підприємств, для переробки та маркетингу); - розробка майбутніх фінансових інструментів (включаючи кредитні гарантії) для всіх категорій господарств у співпраці з міжнародними фінансовими установами; - оцифрування через системи електронного документообігу; - державна підтримка надається виключно бенефіціарам, зареєстрованим у Державному аграрному реєстрі, який має доступ до електронних реєстрів (включаючи земельний кадастр, реєстр власності, реєстр тварин).                                                     | 3 квартал 2025 року |                |
| Реформа 4. Вдосконалення офіційного публічного електронного реєстру сільськогосподарських підприємств                                  | Закон про Державний аграрний реєстр вступив в дію                                                                               | Міністерство аграрної політики та продовольства       | Набирає чинності Закон України «Про Державний аграрний реєстр». Закон зосереджується на таких основних сферах: - державний аграрний реєстр (ДАР) визнається офіційним публічним електронним реєстром у сфері аграрної політики та продовольчої безпеки з регламентацією його обов'язкових елементів, таких як порядок його ведення, визначення його даних та доступ третіми особами тощо; - охоплення ДАР включає інформацію про зацікавлених сторін у всьому сільськогосподарському ланцюжку вартості, таких як сільськогосподарські виробники, харчові переробники, водокористувачі та інші; - розширено функціональні можливості ДАР, що є передумовою для отримання фінансової допомоги та дозволяє цільове спрямування технічної допомоги, інших адміністративних послуг, а також введення аналітичної інформації тощо. - реєстрація в ДАР є передумовою отримання будь-якого виду державної підтримки в аграрному секторі; - обов'язкове оприлюднення реєстру бенефіціарів будь-яких програм державної підтримки в аграрному секторі, що реалізуються через ДАР. | 4 квартал 2024 року |                |
| Реформа 4. Вдосконалення офіційного публічного електронного реєстру сільськогосподарських підприємств                                  | Впровадження надання підтримки через ДАР                                                                                        | Міністерство аграрної політики та продовольства       | Надано звіт, в якому зазначено, що до кінця 2025 року 80 % державної підтримки надійшло через ДАР. | 1 квартал 2026      |                |
| Реформа 5. Довгостроковий план розвитку іригаційного комплексу для підвищення стійкості сектору до змін клімату                        | Ухвалення довгострокового плану розвитку іригаційної системи                                                                    | Міністерство аграрної політики та продовольства       | Довгостроковий план розвитку іригаційної системи України ухвалено. План зосереджується на таких основних напрямах: - пріоритети в секторі зрошення на основі результатів аналізу повних економічних переваг; - узгодження зі стратегією у секторі управління водними ресурсами та принципами управління водними ресурсами на основі басейнового підходу; - визначення необхідних публічних та інших інвестицій і потреби в подальшій приватизації; - аспектам врядування/ управління в секторі; - вимогам щодо підготовки для будь-якого проєкту відновлення або будівництва оцінки впливу на довкілля згідно з рекомендаціями ЄС щодо оцінки впливу на довкілля та стратегічної екологічної оцінки і відповідно до законодавства України у цій сфері. | 1 квартал 2025 року |                |
| Реформа 6. Розмінування земель та акваторій                                                                                            | Набрання чинності стратегічним документом з протимінної діяльності на період до 2033 року                                       | Міністерство економіки та інші органи державної влади | Нормативно-правовий акт про схвалення стратегічного документу з питань протимінної діяльності на період до 2033 року (акт Кабінету Міністрів або Президента) прийнято. Нормативно-правовий акт попередньо буде містити наступні основні складові: управління у сфері протимінної діяльності; - підтримка ефективності операторів протимінної діяльності; - запобігання нещасним випадкам; - комплексна допомога постраждалим; - інновації; - гендерний баланс і представництво; - розвиток приватного ринку; - ефективна та прозора координація з донорами; - формування системи пріоритезації завдань у сфері протимінної діяльності. | 2 квартал 2024 року | Виконано       |
| Інвестиція 1. Інвестиції в розмінування                                                                                                | Інвестиції не менше 150 млн євро (у гривневому еквіваленті) у розмінування сільськогосподарських земель                         | Міністерство економіки, Міністерство фінансів         | Проміжний звіт Уряду (або звіт Казначейства), який показує, що в державних бюджетах на 2024 та 2025 роки Уряд виділив щонайменше 75 млн євро (у гривневому еквіваленті) на кошти, які виплачуються виробникам сільськогосподарської продукції для покриття витрат на розмінування. | 2 квартал 2026 року |                |
| Інвестиція 1. Інвестиції в розмінування                                                                                                | Інвестиції не менше 150 млн євро (у гривневому еквіваленті) у розмінування сільськогосподарських земель                         | Міністерство економіки, Міністерство фінансів         | Звіт Уряду (або звіт Казначейства), який показує, що в державних бюджетах на 2024, 2025, 2026 та 2027 роки Уряд виділив щонайменше 150 млн євро (у гривневому еквіваленті) на кошти, які виплачуються виробникам сільськогосподарської продукції для покриття витрат на розмінування. | 4 квартал 2027 року |                |

### Управління критично важливими матеріалами
| Реформи та інвестиції | Найменування кроку (кількісні та якісні кроки з впровадження реформ/інвестицій) | Установа, відповідальна за впровадження                                                                    | Результат | Строк               | Стан виконання |
| --- | --- | --- | --- | ------------------- | -------------- |
| Реформа 1. Покращення планування та забезпечення оптимальних умов для залучення стратегічних інвесторів                    | Прийняття Закону України «Про внесення змін до Загальнодержавної програми розвитку мінерально-сировинної бази України на період до 2030 року»                                                                                                | Міністерство захисту довкілля та природних ресурсів Міністерство фінансів Державна служба геології та надр | Прийнято та набрав чинності Закон України «Про внесення змін до Загальнодержавної програми розвитку мінерально–сировинної бази України на період до 2030 року». Закон зосереджується на таких основних сферах: - запровадження державного компенсаційного фонду у геологічній сфері; - пріоритезація цілей видобувної галузі відповідно до стратегії Європейського Союзу щодо критичної сировини; - визначення стратегічної та критичної сировини, необхідність регулярної методологічної оцінки ризиків рівня безпеки їх постачання, визначення групи країн-партнерів у їх розробці та переробці. | 4 квартал 2024 року |                |
| Реформа 1. Покращення планування та забезпечення оптимальних умов для залучення стратегічних інвесторів                    | Публікація звіту за підсумками верифікації запасів стратегічних корисних копалин в Україні | Державна служба геології та надр                                                                           | Опубліковано звіт про верифікацію запасів критичних корисних копалин в Україні з урахуванням міжнародних систем класифікації, результати відкриті для інвесторів. | 3 квартал 2025 року |                |
| Реформа 2. Удосконалення адміністративних процедур                                                                         | Публікація портфоліо інвестиційних проєктів у видобувній галузі щодо критичних сировинних ресурсів. Підготовка та просування переліку ділянок надр, що пропонуються через механізм електронних аукціонів та УРП для твердих корисних копалин | Державна служба геології та надр                                                                           | Опубліковано портфель інвестиційних проєктів з видобутку критичної сировини | 2 квартал 2025 року |                |
| Реформа 2. Удосконалення адміністративних процедур                                                                         | Запуск міжнародних тендерів УРП із забезпеченням їх прозорості | Міністерство економіки Міністерство енергетики Державна служба геології та надр                            | Розпочато міжнародні конкурси щодо Угод про розподіл продукції з використанням типових умов цих угод, затверджених Урядом та оприлюднених. Прозорість конкурсів та Угод про розподіл продукції забезпечується через відкритий доступ до умов та змісту Угод. | 2 квартал 2025 року |                |
| Реформа 2. Удосконалення адміністративних процедур                                                                         | Оновлення електронного кабінету надрокористувача; діджиталізація вторинної геологічної інформації (власність держави), цифровий спецдозвіл на користування надрами (витяг з державного реєстру)                                              | Державна служба геології та надр                                                                           | Функціонує електронний кабінет надрокористувача з додатковим функціоналом, як-то доступ до державного реєстру спеціальних дозволів на користування надрами та можливістю отримання електронного спецдозволу на користування надрами (витяг з Реєстру) та доступ до оцифрованої геологічної інформації. | 1 квартал 2025 року |                |
| Реформа 3. Використання сучасних технологій видобутку та інтеграція України в сучасні переробні ланцюги створення вартості | Публікація звіту щодо чинного законодавства у сфері запровадження ESG звітування | Міністерство захисту довкілля та природних ресурсів Державна служба геології та надр                       | Затвердження та публікація дослідження стосовно оцінки чинного законодавства щодо запровадження ESG звітності для видобувного сектору та рекомендацій для усунення прогалин у законодавстві. | 4 квартал 2025 року |                |

### Цифрова трансформація
| Реформи та інвестиції                                   | Найменування кроку (кількісні та якісні кроки з впровадження реформ/інвестицій)                                                                     | Установа, відповідальна за впровадження | Результат | Строк               | Стан виконання |
| ------------------------------------------------------- | --- | --- | --- | ------------------- | -------------- |
| Реформа 1. Безпечна та ефективна цифрова інфраструктура | Імплементація оновленого плану розподілу і користування радіочастотним спектром в Україні                                                           | Міністерство цифрової трансформації Національна комісія, що здійснює державне регулювання у сфері електронних комунікацій, радіочастотного ресурсу та надання послуг поштового зв'язку (за згодою) Національна рада з питань телебачення і радіомовлення (за згодою)         | Постанова Кабінету Міністрів про внесення змін до постанови Кабінету Міністрів «Про затвердження плану розподілу і користування радіочастотним спектром в Україні» набрала чинності. Постанова визначає радіотехнології, дозволені до використання в Україні, з визначенням смуг радіочастот і радіослужб, яким вони відповідають, а також терміни припинення їх розробки та використання, а також перелік перспективних радіотехнології для впровадження в Україні з визначенням смуг радіочастот і радіослужб, яким вони відповідають, а також умов їх впровадження відповідно до acquis. | 1 квартал 2025 року |                |
| Реформа 1. Безпечна та ефективна цифрова інфраструктура | Набрання чинності законодавством щодо посилення можливостей кібербезпеки державних інформаційних ресурсів та критичної інформаційної інфраструктури | Адміністрація Державної служби спеціального зв'язку та захисту інформації Міністерство цифрової трансформації Національна комісія, що здійснює державне регулювання у сфері електронних комунікацій, радіочастотного ресурсу та надання послуг поштового зв'язку (за згодою) | Набрання чинності нормативно-правовими актами для узгодження з Директивами NIS та NIS2. Акти фокусуються на таких основних сферах: - врегулювання обов'язкового виконання заходів, спрямованих на створення належної правової бази для здійснення заходів із запобігання, виявлення та припинення актів агресії в кіберпросторі в умовах війни РФ проти України; - посилення рівня захисту державних інформаційних ресурсів та критичної інформаційної інфраструктури від кібератак; - комплексне удосконалення нормативно-правової бази у сфері кібербезпеки та захисту інформації для посилення можливостей національної системи кібербезпеки щодо протидії кіберзагрозам.                                                                                                 | 1 квартал 2025 року |                |
| Реформа 2. Цифровізація публічних послуг                | Затвердження плану заходів щодо переведення публічних послуг в електронну форму до 2026 року                                                        | Міністерство цифрової трансформації | Розпорядження Кабінету Міністрів про затвердження плану заходів щодо переведення публічних послуг в електронну форму до 2026 року прийнято та набуло чинності. План заходів зосереджений на таких основних сферах: - відновлення; - освіта; - охорона здоров'я; - сервіси для ветеранів; - сервіси для військових; - митниця; - соціальна сфера. | 1 квартал 2025 року |                |
| Реформа 2. Цифровізація публічних послуг                | Набрання чинності законодавством щодо підтримки схем електронної ідентифікації, узгодженого з Регламентом eIDAS                                     | Міністерство цифрової трансформації | Акт Кабінету Міністрів щодо забезпечення схем електронної ідентифікації відповідно до Регламенту eIDAS та стандартів ЄС набрав чинності. Актом буде затверджено Положення про інтегровану систему електронної ідентифікації (частина третя статті 15-3 Закону України «Про електронну ідентифікацію та електронні довірчі послуги»). Основними завданнями інтегрованої системи електронної ідентифікації є: - створення сучасної інфраструктури електронної ідентифікації в Україні та забезпечення її сталого розвитку; - забезпечення інтероперабельності (технологічної сумісності) засобів електронної ідентифікації, проміжних вузлів електронної ідентифікації (хабів) та схем електронної ідентифікації; - захист інформаційних ресурсів, які обробляються в системі. | 2 квартал 2026 року |                |

### Зелений перехід та охорона довкілля
| Реформи та інвестиції                                                            | Найменування кроку (кількісні та якісні кроки з впровадження реформ/інвестицій)                                                                                             | Установа, відповідальна за впровадження                                                 | Результат | Строк               | Стан виконання |
| -------------------------------------------------------------------------------- | --- | --------------------------------------------------------------------------------------- | --- | ------------------- | -------------- |
| Реформа 1. Запобігання промисловому забрудненню, його зменшення та контроль      | Прийняття Закону України про запобігання, зменшення та контроль промислового забруднення                                                                                    | Міністерство захисту довкілля та природних ресурсів                                     | Закон України про забезпечення конституційних прав громадян на безпечне для життя і здоров'я довкілля, прийнято та набирає чинності частково, підзаконні акти — протягом 12 місяців, а окремі положення щодо застосування висновків найкращих доступних технологій та методів управління — через 4 роки після припинення воєнного стану, крім установок, що вводяться в експлуатацію вперше. Закон спрямований на запобігання, зменшення та контроль промислового забруднення та впроваджує інтегровані підходи у питаннях дозвільної діяльності та контролю промислового забруднення на основі застосування найкращих доступних технологій та методів управління згідно з Директивою 2010/75/ЄС про промислові викиди. | 3 квартал 2024 року |                |
| Реформа 2. Кліматична політика                                                   | Прийняття Закону України «Про основні засади державної кліматичної політики»                                                                                                | Міністерство захисту довкілля та природних ресурсів                                     | Закон України «Про основні засади державної кліматичної політики» набирає чинності. Закон фокусується на таких основних напрямках: - цілі та основні засади державної кліматичної політики; - органи управління у сфері зміни клімату - стратегічне планування у сфері зміни клімату; - механізми та інструменти досягнення кліматичних цілей; - національна система відстеження впровадження політик і заходів та прогнозування у сфері зміни клімату; - науково-експертна рада з питань зміни клімату та збереження озонового шару; - національна система інвентаризації антропогенних викидів із джерел та абсорбції поглиначами парникових газів; - міжнародне співробітництво у сфері зміни клімату | 1 квартал 2025 року |                |
| Реформа 2. Кліматична політика                                                   | Затвердження Положення про Науково-експертну раду з питань зміни клімату та збереження озонового шару                                                                       | Міністерство захисту довкілля та природних ресурсів                                     | Прийнято постанову Кабінету Міністрів «Про затвердження Положення про Науково-експертну раду з питань зміни клімату та збереження озонового шару». Положення фокусується на таких основних напрямках: - розгляд наукових висновків звітів Міжурядової групи експертів з питань зміни клімату (IPCC) та наукових кліматичних даних і інформації, зокрема щодо України; - науково-експертний супровід та надання пропозицій, у тому числі підготовка звітів, щодо кліматичних цілей, політик та заходів, відстеження їх впровадження та прогнозування у сфері зміни клімату, а також відповідності цілей, політик та заходів міжнародним зобов'язанням України; - сприяння обміну науковими досягненнями у сфері моделювання, моніторингу, перспективних досліджень та інновацій, спрямованих на скорочення викидів парникових газів та збільшення абсорбції поглиначами; - наукове обґрунтування шляхів і способів досягнення кліматичних цілей; - інформування, підвищення обізнаності та просвіта з питань зміни клімату та її наслідків, а також розвиток діалогу та співробітництва між науковими та експертними установами з питань зміни клімату; - незалежність прийняття рішень зазначеної Ради у її діяльності; - різноманітний, науковий персональний склад зазначеної Ради. | 4 квартал 2025 року |                |
| Реформа 2. Кліматична політика                                                   | Затвердження 2-го національно визначеного внеску України до Паризької угоди                                                                                                 | Міністерство захисту довкілля та природних ресурсів                                     | Набирає чинності розпорядження Кабінету Міністрів «Про затвердження 2- го національно визначеного внеску України до Паризької угоди». НВВ зосереджується на таких основних напрямках: - вищий показник скорочення викидів, ніж у поточному НВВ України; - встановлення базового року для обрахунку викидів з джерел та абсорбції поглиначами парникових газів; - тривалість впровадження та/або періоди часу реалізації запропонованих заходів; - сфера і охоплення секторів економіки та парникових газів; - планування процесів, припущення і методологічні підходи, що були використані, у тому числі для оцінки та обліку антропогенних викидів із джерел та абсорбції поглиначами парникових газів; - обґрунтування справедливості і амбітності НВВ у світлі національних обставин; - внесок у досягнення мети Рамкової конвенції ООН про зміну клімату та щодо обмеження викидів парникових газів / підвищення якості поглиначів, згідно з метою, викладеною у статті 2 Рамкової конвенції ООН про зміну клімату. Другий національно визначений внесок України до Паризької угоди буде більш амбітним порівняно з поточним Оновленим національно визначеним внеском України до Паризької угоди.                                                                                 | 3 квартал 2025 року |                |
| Реформа 3. Ринкові механізми ціноутворення на вуглець                            | Затвердження Плану дій щодо створення національної системи торгівлі квотами на викиди парникових газів                                                                      | Міністерство захисту довкілля та природних ресурсів                                     | Прийняття розпорядження Кабінету Міністрів «Про затвердження Плану заходів щодо створення національної системи торгівлі викидами парникових газів». Прийняття Плану заходів забезпечить визначення: - етапності запровадження СТВ; - часових рамок етапів; - необхідної інфраструктури; - заходів організаційного характеру | 1 квартал 2025 року |                |
| Реформа 3. Ринкові механізми ціноутворення на вуглець                            | Відновлення обов'язкової системи МЗВ | Міністерство захисту довкілля та природних ресурсів                                     | Відновлюється обов'язкова система МЗВ для установок, що підпадають під сферу охоплення діючого законодавства, за винятком тих, що не контролюються, зруйновані або знаходяться на тимчасово окупованій території, чи офіційно оголосили призупинення діяльності з точки зору виробництва. | 2 квартал 2025 року |                |
| Реформа 4. Відновлення та збереження природних ресурсів                          | Прийняття Закону України яким буде врегульовано питання підтвердження сталості походження деревини та інших товарів, що можуть призвести до знеліснення та деградації лісів | Міністерство захисту довкілля та природних ресурсів Державне агентство лісових ресурсів | Набрав чинності Закон України, яким врегульовано питання підтвердження сталості походження деревини та інших товарів, що можуть призвести до знеліснення та деградації лісів, а саме: - створено прозору та незалежну систему відстеження та контролю за рухом деревини і продукції з неї шляхом розширення використання існуючої системи електронного обліку деревини для боротьби з незаконними рубками, вирубкою та деградацією лісів; - впроваджено систему сертифікації виробів з деревини та поширення існуючої системи сертифікації заготовленої деревини на всі операції з торгівлі деревиною; - встановлення вимог до підтвердження походження деревини, в тому числі виробів з деревини під час торгівлі. | 2 квартал 2026 року |                |
| Реформа 5. Розбудова циркулярної економіки                                       | Розроблення стратегії впровадження принципів циркулярної економіки та плану заходів щодо її реалізації.                                                                     | Міністерство економіки                                                                  | Розпорядженням Кабінету Міністрів затверджено стратегію впровадження принципів циркулярної економіки та план заходів щодо її реалізації. Стратегія визначає потенційні можливості та наслідки переходу до економіки замкненого циклу в Україні для 5-10 попередньо обраних пріоритетних секторів та ланцюжків доданої вартості, таких як відходи, текстиль, пластмаси, акумулятори, електроніка, сільське господарство, будівництво та ремонт, а також метали та корисні копалини. | 1 квартал 2026 року |                |
| Реформа 5. Розбудова циркулярної економіки                                       | Прийняття Національного плану управління відходами до 2033 року | Міністерство захисту довкілля та природних ресурсів                                     | Розпорядження Кабінету Міністрів "Про затвердження Національного плану управління відходами України до 2033 року прийнято. Національний план управління відходами зосереджується на цих основних напрямках: - управління побутовими відходами; - управління небезпечними відходами; - інфраструктурні потреби; - аналіз економічної та фінансової стійкості плану заходів впровадження економічних інструментів удосконалення управління відходами; - моніторинг та контроль за управлінням відходами; - стратегічне планування управління відходами в Україні; - запровадження управління відходами на регіональному рівні. | 1 квартал 2026 року |                |
| Реформа 6 Оцінка впливу на довкілля (ОВД) та стратегічна екологічна оцінка (СЕО) | Розроблення концептуальної записки, що визначає сферу відступів від правил ОВД та СЕО                                                                                       | Міністерство захисту довкілля та природних ресурсів                                     | Підготовлено концептуальну записку за підсумками публічних консультацій із зацікавленими сторонами, що визначає сферу відступів від правил ОВД та СЕО, та опубліковано її на офіційному вебсайті Міністерства. Концептуальна записка включатиме інформацію: - про орган, який визначає сферу відступів від зобов'язань з ОВД та СЕО; - опис об'єктів та пояснення чому вони включені в сферу відступу від зобов'язань у кожному конкретному випадку; - обгрунтування виправданості сфери відступів; - про часові обмеження для наданих відступів. | 3 квартал 2024 року | Виконано       |

## Моніторинг і контроль
За ефективну реалізацію Плану України відповідатиме Національний Координатор. Національним Координатором визначено Міністерство економіки України. Міністерство економіки як національний Координатор нестиме відповідальність на національному рівні за координацію, щомісячний моніторинг, звітування про прогрес виконання заходів та досягнення результатів визначених у Плані та подання платіжних вимог згідно з Планом.
Фінансовий контроль за витрачанням коштів здійснюватиме Державна аудиторська служба України. Також Держаудитслужба наділена статусом Служби координації боротьби із шахрайством.
Європейська Комісія схвалюватиме виділення коштів на основі задовільного прогресу виконання Плану.
Для управління та контролю фінансування ЄС в рамках Ukraine Facility, Європейська Комісія заснує  Аудиторську раду, яка складатиметься з незалежних членів, призначених комісією.

## Отримане фінансування
| № з/п | Дата       | Сума      |
| ----- | ---------- | --------- |
| 1     | 20.03.2024 | €4,5 млрд |
| 2     | 24.04.2024 | €1,5 млрд |
| 3     | 27.06.2024 | €1,9 млрд |
| Разом | Разом      | €7,9 млрд |